# Église Saint-Martin de Cramoisy
L'église Saint-Martin est une église catholique paroissiale située à Cramoisy, dans le département de l'Oise, en France. Elle possède un clocher roman de deux étages, qui remonte au tout début du XIIe siècle.
L'église a été classée aux Monuments historiques par arrêté du 26 décembre 1906. Elle est aujourd'hui affiliée à la paroisse Sainte-Claire de Mouy. Les célébrations eucharistiques sont devenues rares en raison de l'étendue de cette paroisse.
En plus du clocher un contrefort plat de la façade et un chapiteau archaïque subsistent de l'église romane dont il est impossible de reconstituer le plan. Dans un premier temps l'église romane a été agrandie par une chapelle de deux travées au sud de la nef que son style gothique primitif permet de dater de 1180 environ. Elle a été démolie à une époque indéterminée. Dans un deuxième temps la façade et toute la nef ont été élargies et un nouveau chœur, avec une chapelle latérale au sud, ont été édifiés dans le style gothique rayonnant vers le milieu du XIIIe siècle. Alors que la nef paraît provisoire le chœur ne manque pas d'intérêt. La voûte en berceau au nord du clocher détonne en pleine période gothique ; les nervures des voûtes du vaisseau central sont délicatement moulurées mais en partie déformées. Les deux grandes fenêtres de la seconde travée sont remarquables. Celle au nord conserve des vitraux en grisaille d'origine et la fenêtre du chevet possède une verrière polychrome contenant des fragments du XVIe siècle. Sur le plan du mobilier des boiseries de retable peintes flanquent l'autel et sont un intéressant témoignage de l'art religieux populaire.

## Localisation
L'église est située en France, en région Hauts-de-France et dans le département de l'Oise, près de Creil, dans la vallée du Thérain, sur la rive droite de la rivière, et sur la commune de Cramoisy, rue Henri-Heurteur (RD 12) et rue de l'Église. L'église est orientée de la même façon que la vallée du Thérain à Cramoisy, dans un sens nord-ouest / sud-est. Elle est bâtie à flanc de coteau, encore proche du fond de la vallée, à la limite du village, dont elle domine les parties basses. Cependant, le plateau de Thelle au sud-ouest du village et de l'église est nettement plus élevé, et rien n'en apparaît en s'en approchant depuis cette direction. L'édifice est enserré entre deux rues : la rue de l'Église descend du plateau et longe l'élévation méridionale, et la RD 12 est ici déjà située plus bas, et flanque l'élévation septentrionale. Les deux rues se rejoignent devant la façade occidentale. Une courte voie secondaire les relie également près du chevet. Le dénivelé entre les deux rues est considérable, et le mur septentrional de l'église ainsi que le chevet en partie sont construits sur un haut soubassement. L'église est entièrement dégagé d'autres bâtiments, et l'on peut en faire le tour.

## Historique

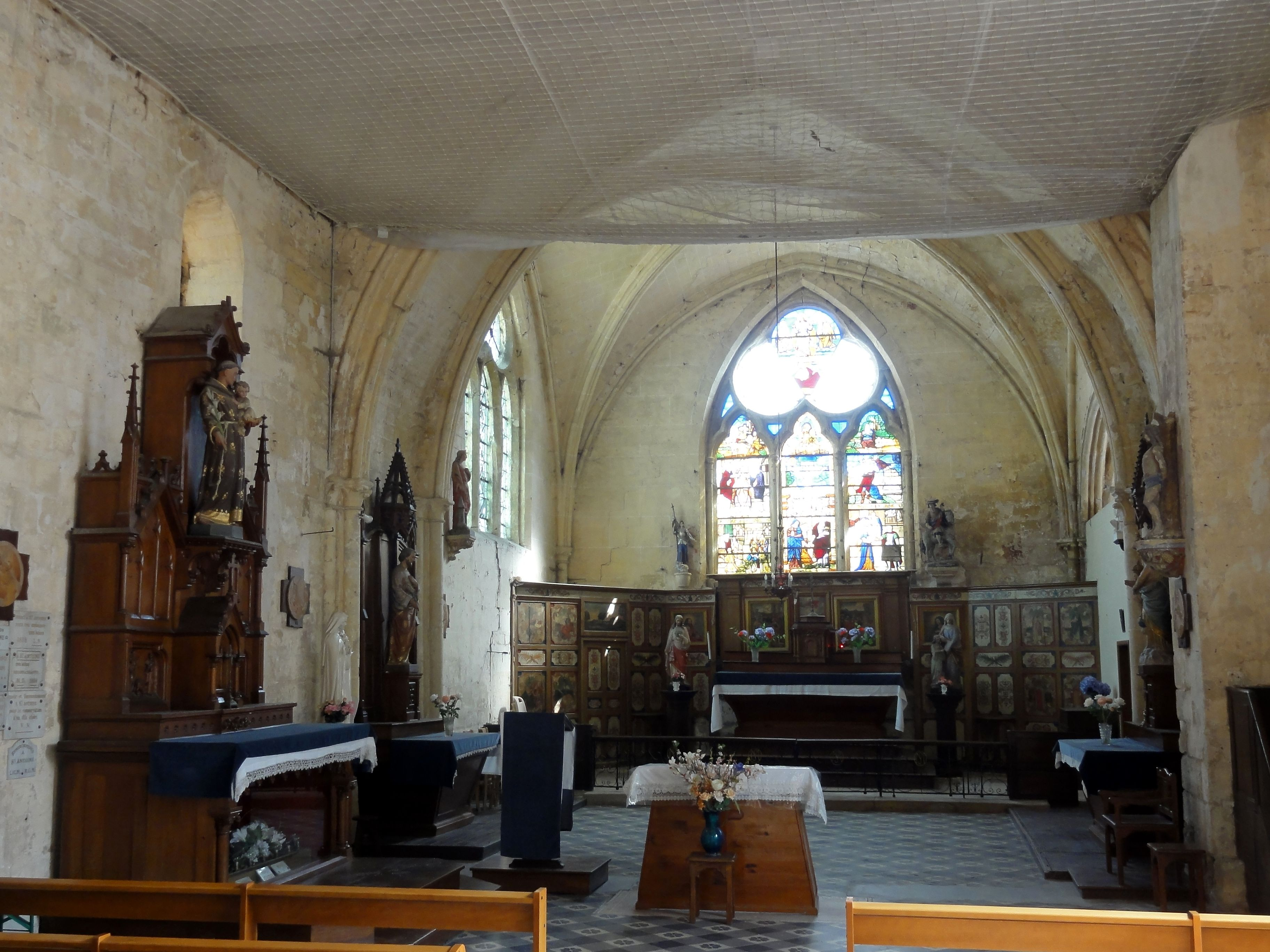
Nef, vue dans le chœur.

Par l'analyse de l'architecture du clocher et la comparaison avec d'autres clochers romans de la région, Dominique Vermand a pu dater le clocher de Cramoisy du tout début du XIIe siècle. Il n'est stylistiquement pas très éloigné des clochers de la seconde moitié du XIe siècle de la région. Au début, l'église se compose d'une nef unique et d'un chœur de deux travées ; le clocher étant implanté au sud de la première travée du chœur. De la nef primitive, ne subsiste plus que le contrefort plat à gauche de la façade, et du chœur, ne reste que le chapiteau au sud de l'ancien arc triomphal, avec son tailloir et son fût de colonnette. Vers 1180, le mur sud de la nef est percé de deux arcades au niveau de la seconde et de la troisième travée, afin de la relier à une nouvelle chapelle de style gothique primitif. Les intéressants chapiteaux engagés dans les piliers des arcades se sont conservés. La chapelle elle-même est démolie au premier quart du XIXe siècle au plus tard, car encombrant la rue de l'Église. Le reste de l'église date du milieu du XIIIe siècle, quand l'église est agrandie et profondément remaniée. Le mur nord de la nef est démolie, et la façade est élargie vers le nord. Un nouveau mur septentrional est bâti, et avant et surtout, un nouveau chœur est édifié. Comme le montrent les chapiteaux, sa première travée devait être voûtée d'ogives, mais elle a finalement été voûtée en berceau brisé. La seconde travée est de style gothique rayonnant. Du milieu du XIIIe siècle date également la chapelle latérale sud du chœur, qui est d'un style plus rustique. — Au cours des années 1840, Eugène Woillez est le premier à étudier le clocher roman de l'église. En 1897, Eugène Müller écrit que l'église de Cramoisy ne manque point d'intérêt. Par arrêté du 26 décembre 1906, elle est classée aux monuments historiques.
L'église est dédiée à saint Martin de Tours. Sous l'Ancien Régime, elle dépend du doyenné et archidiaconé Clermont du diocèse de Beauvais. La cure est à la nomination de l'évêque de Beauvais. Au moment du Concordat de 1801, le diocèse de Beauvais est annexé au diocèse d'Amiens, puis il recouvre son indépendance en 1822. Depuis, Cramoisy en fait partie à l'instar de toutes les autres communes de l'Oise. En 1878 (et sans doute pendant une grande partie du XIXe siècle), l'église Saint-Martin est desservie par le même curé que l'église Saint-Leufroy de Thiverny. En 1996, quarante-cinq nouvelles paroisses plus étendues que les anciennes sont définies dans le diocèse de Beauvais. Cramoisy est intégré dans la paroisse Sainte-Claire avec siège à Mouy, qui compte une vingtaine de clochers. Les célébrations eucharistiques sont devenues rares en l'église Saint-Martin, et se limitent à environ trois messes dominicales anticipées par an, sans compter les célébrations particulières.

## Description

### Aperçu général

Plan de l'église.

L'église est orientée assez précisément vers le sud-est du côté du chevet. Elle suit un plan dissymétrique, dont l'irrégularité est imputable à la situation topographique. La nef non voûtée de trois travées est suivie d'un chœur de deux travées au chevet plat. La première travée est peu profonde, et sa voûte en berceau brisé a pour mission de contrebuter le clocher, qui s'élève au sud de cette travée. La seconde travée est approximativement carrée, et s'accompagne au sud d'une chapelle servant aujourd'hui de sacristie. Ces deux travées orientales sont voûtées d'ogives. La seconde et la troisième travée de la nef communiquaient jadis avec un bas-côté, dont les vestiges demeurent visibles tant à l'intérieur qu'à l'extérieur. Depuis l'extérieur, le plan de l'église paraît plus complexe qu'il ne l'est, car depuis son élargissement au milieu du XIIIe siècle, la façade suggère une nef accompagnée d'un unique bas-côté au sud. Il n'a en fait jamais existé, comme le montre la disposition du chœur. Par sa position, la base du clocher pourrait abriter une chapelle latérale, mais elle est en réalité fermée sur le reste de l'église. Puisque l'arcade vers la chapelle latérale sud du chœur est aux trois quarts fermée par une cloison provisoire, l'espace intérieur de l'église se résume globalement à un rectangle. L'ensemble de l'église est couvert d'une toiture unique à deux rampants. Le premier étage du clocher est relié aux combles du chœur par une structure en charpente, qui est munie d'une bâtière perpendiculaire à l'axe de l'édifice. L'église possède trois accès, à savoir le portail occidental, une porte dans la première arcade bouchée au sud, et la porte de la sacristie du côté sud, qui n'est plus utilisable.

### Extérieur

#### Clocher

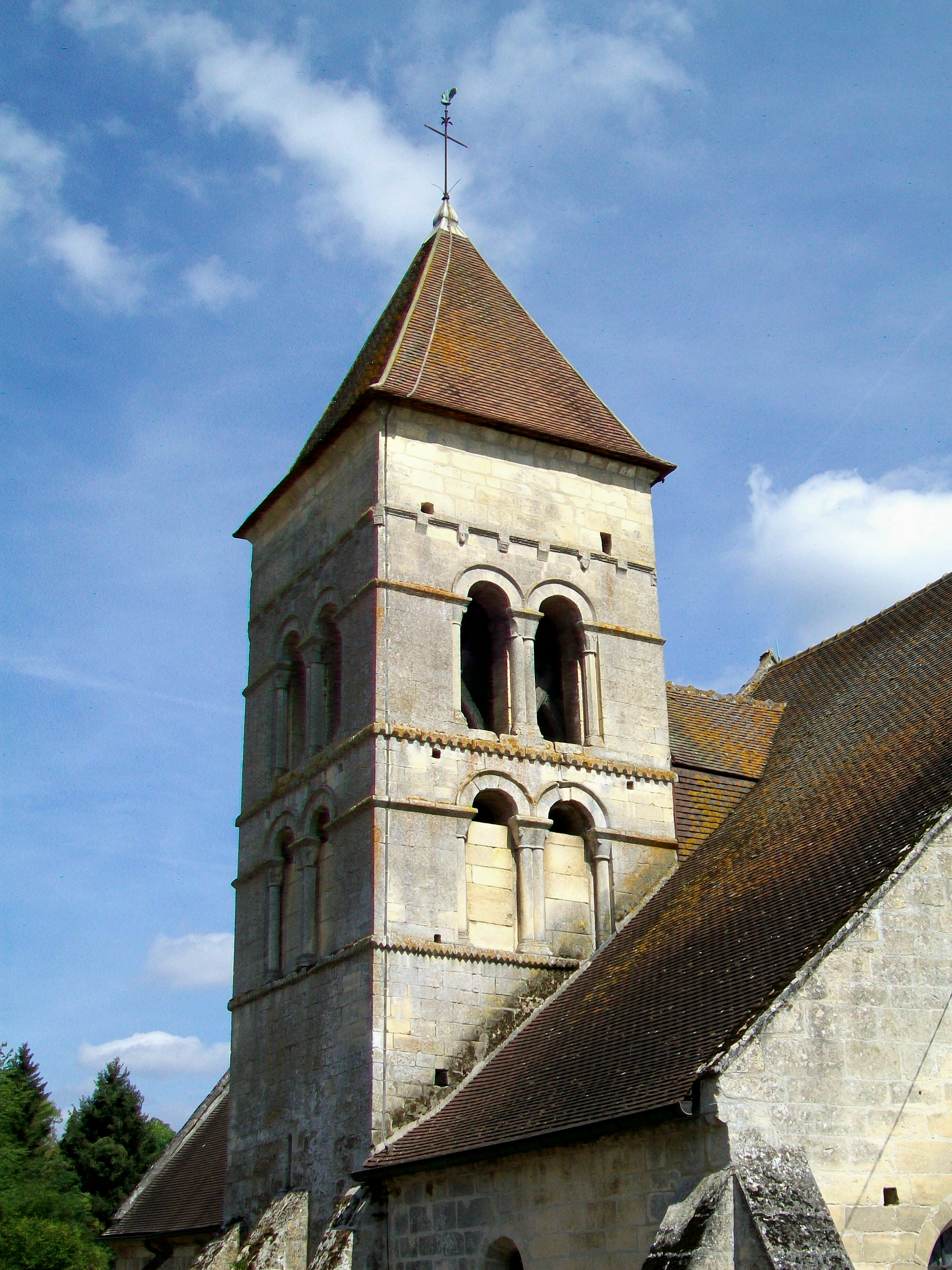
Le clocher roman, vue depuis le sud-est.

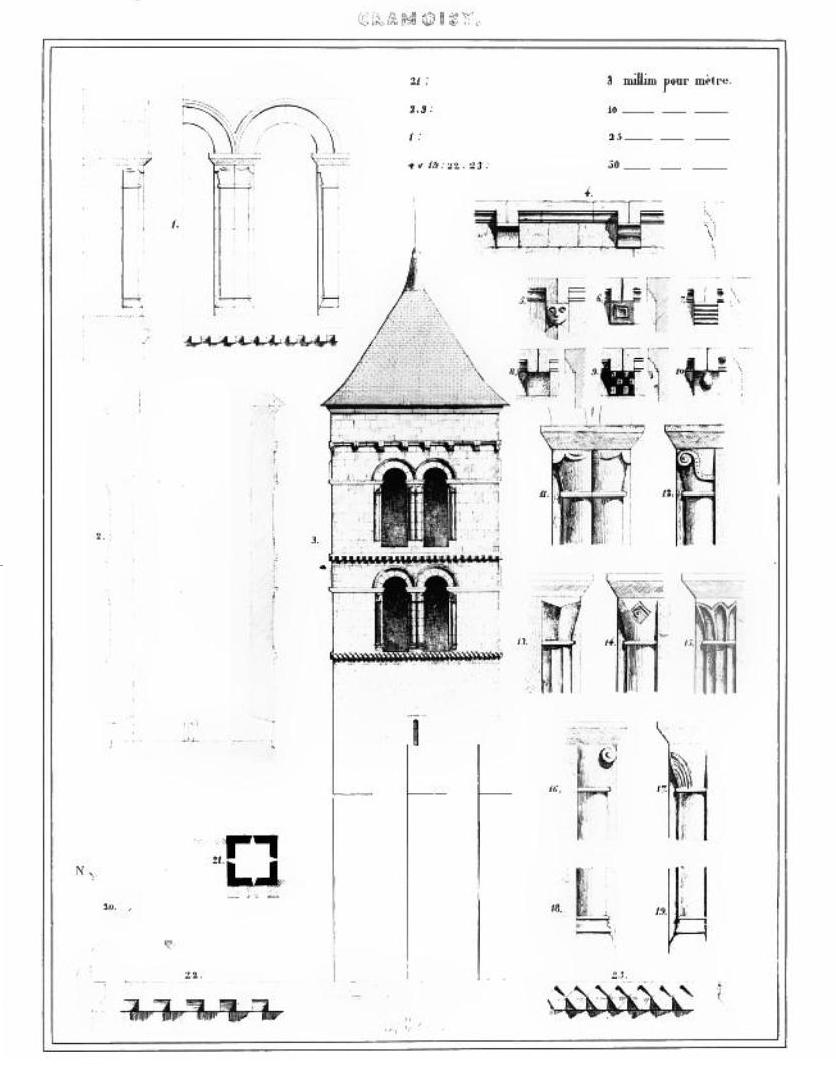
Détails du clocher, relevés par Eugène Woillez.

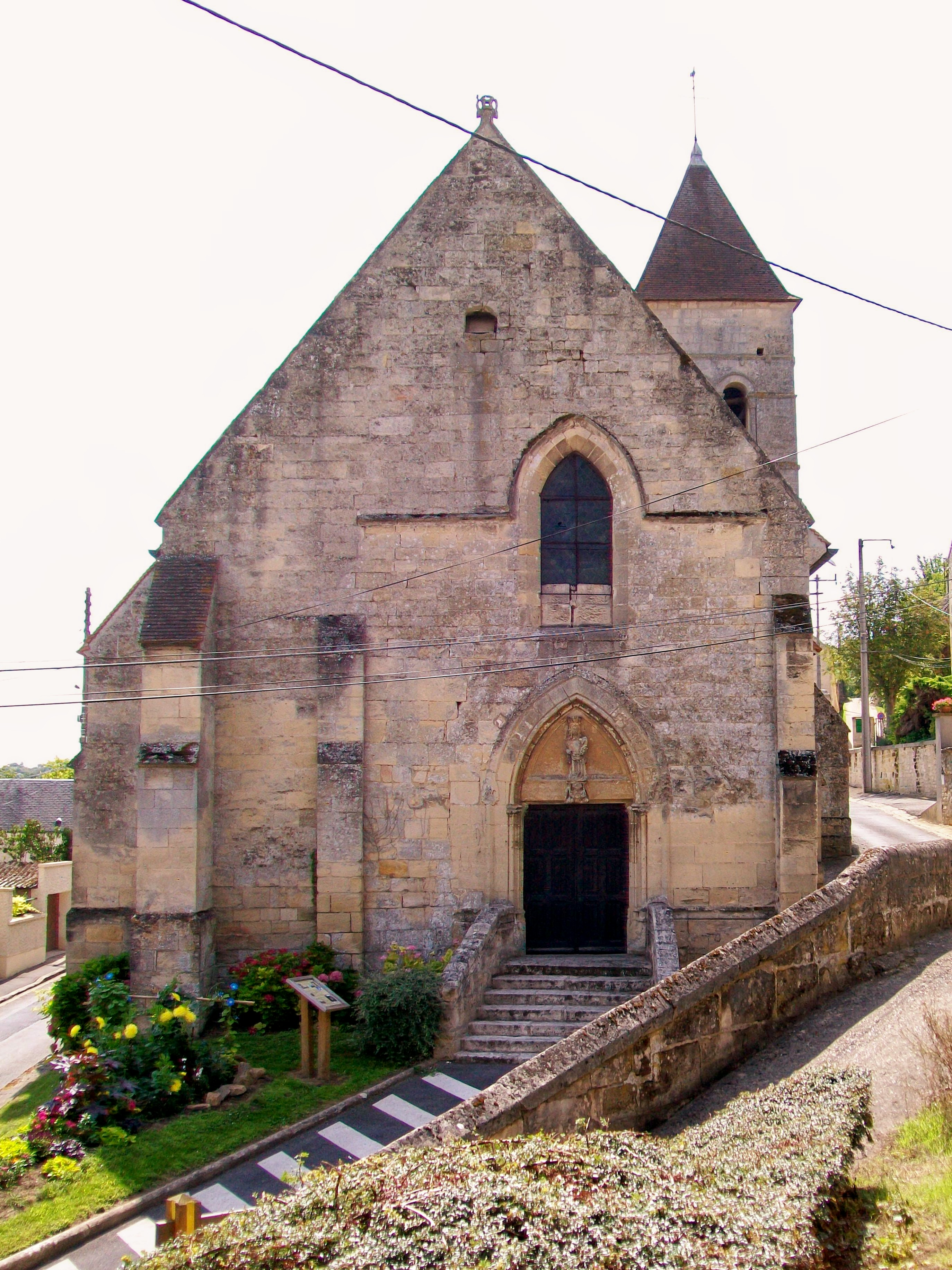
Façade occidentale.

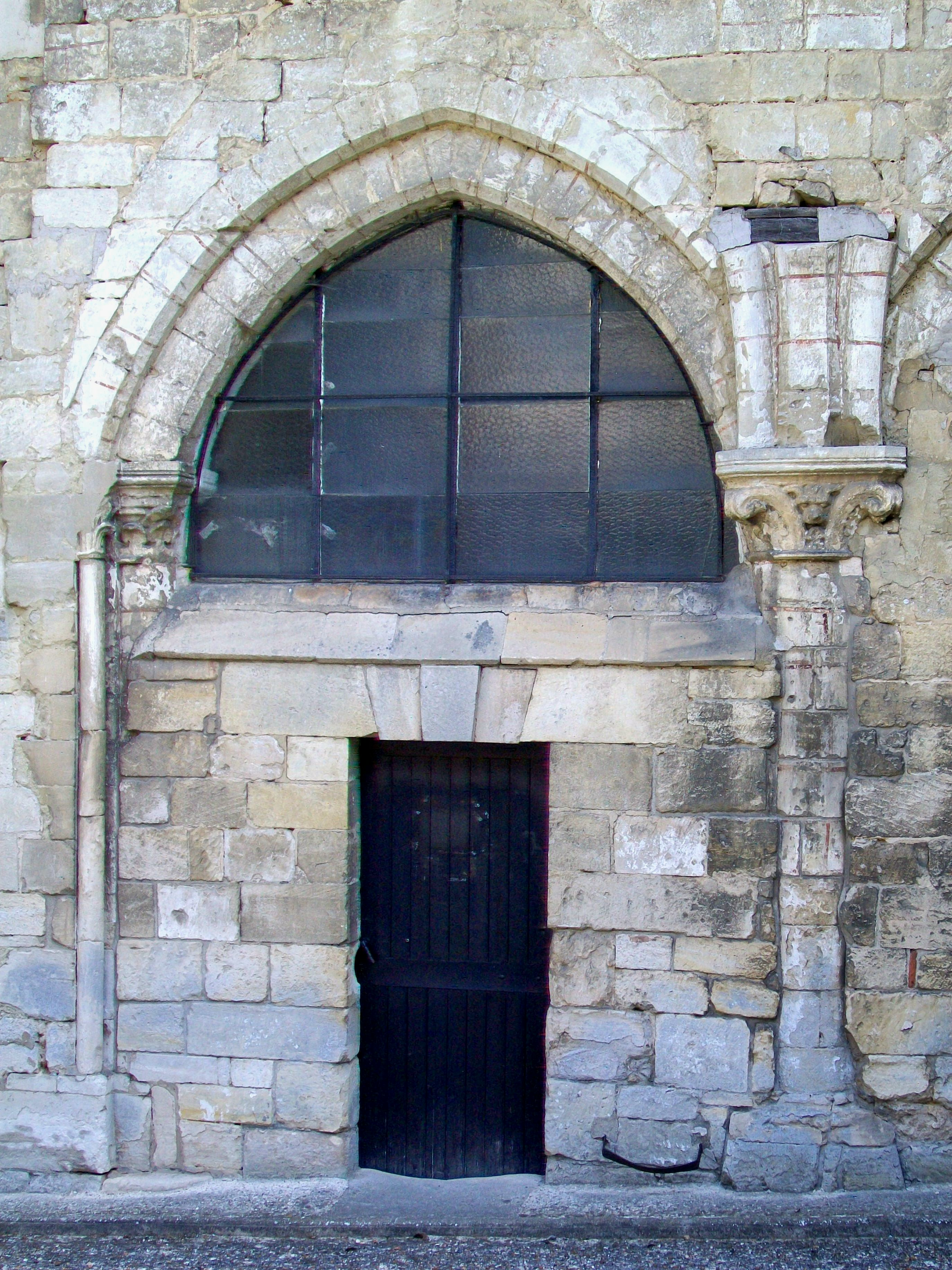
1re grande arcade du sud.

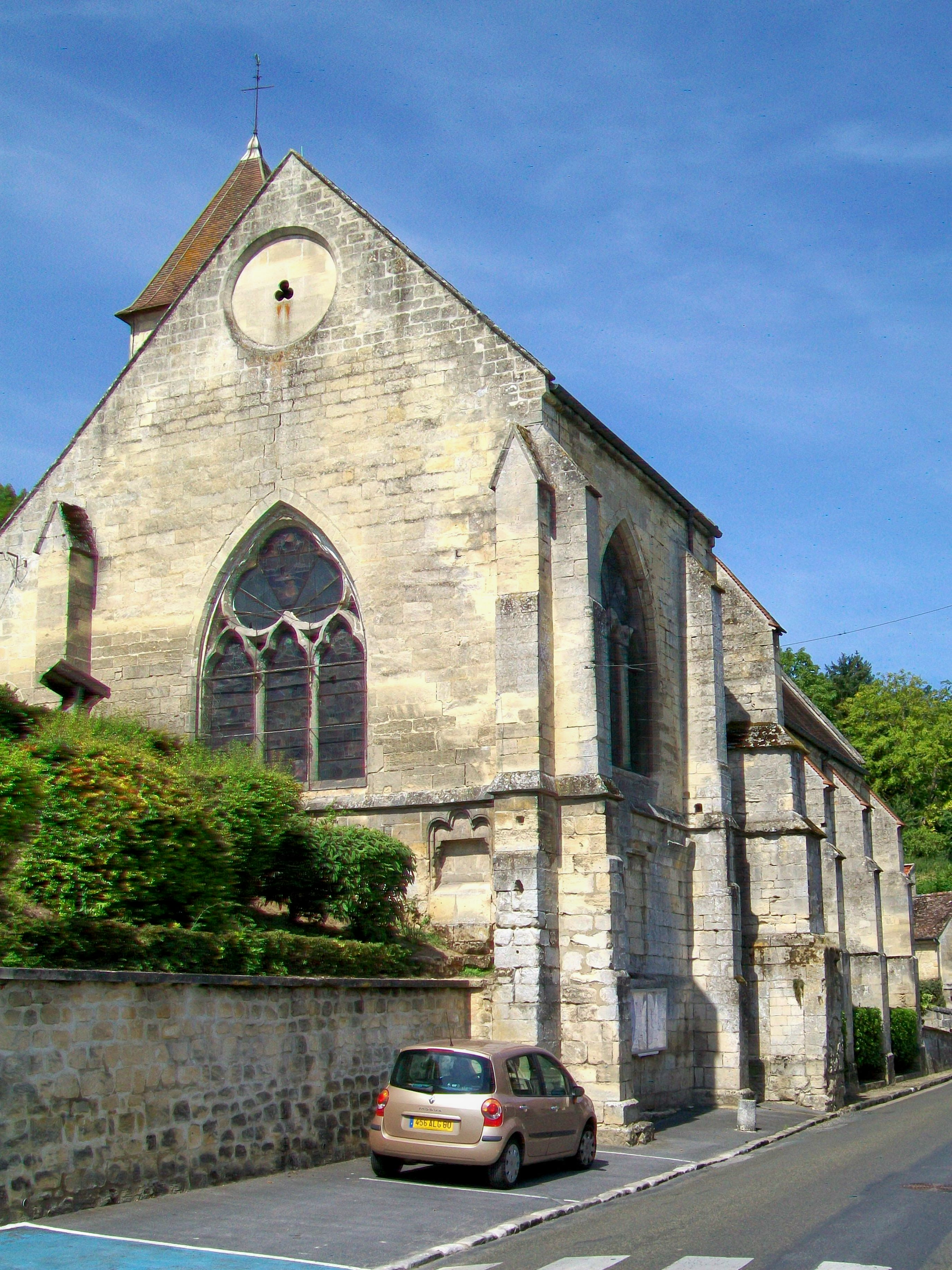
Chœur, vue depuis le sud-est, rue Henri-Heurteur.

Le clocher est l'élément le plus remarquable de l'église. Il est encore proche des clochers romans de la seconde moitié du XIe siècle que possède la région, notamment les tours de chevet de Morienval, Rhuis, Saint-Aignan de Senlis, et la tour nord de Saint-Pierre de Senlis. Mais avec Laigneville et Warluis, le clocher de Cramoisy est bien le seul à être primitivement dépourvu de contreforts. Au sud, les trois contreforts qui épaulent le rez-de-chaussée n'ont été ajoutés qu'au milieu du XIIIe siècle, en même temps que la chapelle latérale sud du chœur. Le contrefort qui fait saillie dans la nef près de l'arc triomphal doit également être secondaire. L'ensemble du clocher est soigneusement appareillé en pierre de taille. Son plan s'inscrit dans un parfait carré de 4,30 m de côté à l'extérieur, et la hauteur depuis le sol intérieur jusqu'à la corniche supérieure est de 14,80 m. Suivent encore six assises ajoutées à l'époque moderne, et un toit également moderne, qui devrait remplacer une simple pyramide en pierre. Le rez-de-chaussée se termine par une voûte à une hauteur de 6,13 m de hauteur, dont Eugène Woillez ne précise malheureusement pas la nature. L'éclairage est uniquement assuré par une sorte de meurtrière en haut du mur latéral (sud-ouest), bien au-dessus du niveau des fenêtres de la chapelle latérale du chœur. Cette disposition donne à penser que l'intérieur n'a jamais été destiné à servir de chapelle, contrairement à Morienval et Rhuis, et tous les clochers romans du XIIe siècle. En tout cas, Eugène Woillez et les autres auteurs ne signalent pas de traces d'une ancienne arcade vers l'intérieur de l'église. La base du clocher n'est accessible que depuis la sacristie, et il faut une échelle pour monter aux étages,.
Les étages sont au nombre de deux. Ils présentent le même ordonnancement, et chacune de leurs faces est percée de deux baies gémelées en plein cintre, mais la décoration diffère. Les baies du premier étage prennent appui sur un bandeau, qui est mouluré d'un rang de dents de scie vers le bas, et d'un rang de dents de scie en bas-relief latéralement. Les baies sont cantonnées de deux colonnettes à chapiteaux, qui ont pour tailloir une tablette moulurée continue, qui va tout autour du clocher. Son profil est très sommaire, et se compose d'une plate-bande et d'un biseau, sur lequel des lignes brisées sont gravées. Les colonnettes sont monolithiques, et certains fûts sont pourvus de huit large cannelures, ce qui est assez rare. Les bases sont d'un style lourd, irrégulières, et flanquées de griffes. Le décor sculpté des chapiteaux est archaïque et peu varié. Comme originalité, les cannelures des fûts sont reprises par certains chapiteaux. Il y a aussi des chapiteaux à godrons, qui sont introduits en Normandie vers 1080 / 1085, et apparaissent dans l'Oise environ cinq ans plus tard. Les autres chapiteaux sont à volutes d'angle, seulement ébauchées ou plus ou moins développées. Parfois elles sont reliées par une tige perlée en forme de méandre, ou un losange s'insère entre deux volutes, au milieu de la face de la corbeille. Les claveaux des fenêtres ne sont pas décorés, mais surmontés d'un bandeau chanfreiné. Sur les autres clochers mentionnés, on y trouve un cordon de billettes. La limite avec le second étage est marqué par ce qui évoque de loin un rang de billettes, mais comme à Saint-Aignan de Senlis, quatre à six petites arcatures en plein cintre sont taillées dans de gros blocs de pierre. Le second étage est sinon analogue. Il se termine par une corniche, dont l'échine entre deux modillons est agrémentée d'une moulure assez complexe. Les modillons sont au nombre de six par face, et comme particularité, chaque angle en comporte un qui est planté de biais. Certains modillons présentent des têtes sculptées ; d'autres sont pourvus d'un décor géométrique simple, ou bien restent frustes,.

#### Façade occidentale
La façade occidentale romane a dû être remaniée avant l'agrandissement de la nef vers 1250. En effet, elle est ajourée d'une fenêtre en tiers-point, sans remplage, et le bandeau biseauté qui s'infléchit au-dessus de l'arc de la fenêtre n'est pas présent sur la partie gauche de la façade. Ces aménagements sont susceptibles de dater de la même époque que la construction de la chapelle latérale aujourd'hui disparue, vers 1180. Le portail gothique devrait être postérieur. Il est flanqué de deux grêles colonnettes appareillées à chapiteaux, qui surmontent une archivolte torique. Devant le tympan nu, figure une « Vierge d'un goût mauvais et d'un style trivial du XVIe siècle » (Eugène Müller). Seul le contrefort plat à gauche du portail date des débuts du XIIe siècle ; il se retraite une fois par un court glacis et s'achève par un glacis analogue. Le contrefort à droite est plus étroit, et sinon assez semblable, mais les glacis forment larmier. Il appartient donc à la même époque que le contrefort volumineux tout à gauche, et les contreforts au nord de la nef reconstruite. L'homogénéité du pignon au-dessus du bandeau indique qu'il a été entièrement rebâti au milieu du XIIIe siècle. La croix en antéfixe signalée par Eugène Müller est remarquable,.

#### Ancienne chapelle latérale sud de la nef
Au sud de la nef, les vestiges des arcades vers la chapelle de style gothique primitif permettent encore de se prononcer sur les principales dispositions de cette construction. Les arcades étaient à double rouleau. Le rouleau inférieur est seulement chanfreiné, et le rouleau supérieur est mouluré d'un tore vers l'intérieur de l'église, mais seulement chanfreiné vers la chapelle. Entre les deux arcades, celles-ci retombent sur le tailloir octogonal d'un gros chapiteau, dont la corbeille est sculptée de grosses volutes très vigoureuses au-dessus d'une feuille de chêne à chaque angle, et d'une tête de monstre au milieu de chaque face. Au début et à la fin, les deux grandes arcades retombent sur des faisceaux de trois colonnettes aux chapiteaux de crochets. Celles qui correspondent au rouleau supérieur sont plus fines, et s'accompagnaient, vers l'intérieur de la chapelle, des colonnettes recevant les ogives de la voûte. Seule la colonnette près du clocher s'est conservée, et on y voit toujours le départ d'une ogive au profil monotorique. Avant la retombée sur le tailloir du gros chapiteau central, l'arc-doubleau et les ogives s'interpénétraient par manque de place. Il n'y avait apparemment pas de formerets, et les arcs d'inscription de la voûte ne correspondaient pas au tracé des grandes arcades, ce qui est une maladresse puisque les arcades et les voûtes sont issues d'une même campagne de construction. Les voûtes étaient donc plus aigües que les arcades, et la portion de mur visible depuis l'intérieur de la chapelle a été décorée de peintures murales sous la forme de rinceaux. Il est intéressant de constater que les vestiges de la chapelle sont mieux conservés à l'extérieur de l'église qu'à l'intérieur, où les multiples couches de badigeons noient les détails.

#### Parties orientales
La chapelle latérale sud du chœur, qui sert aujourd'hui de sacristie, est extérieurement sans caractère. Au sud, la baie en plein cintre permet de douter de la période de construction au milieu du XIIIe siècle, qui semble néanmoins être confirmée par l'homogénéité de l'appareil du chevet. Les contreforts au sud sont assez saillants, et s'amortissent par un long glacis formant larmier. La fenêtre orientale du chevet est une lancette unique en arc brisé, sans remplage ni décoration. Grâce à ses grandes fenêtres, ses contreforts assez minces, son bel appareil en pierre de taille et son haut soubassement qui suggère un certain élancement, le chœur des alentours de 1250 a belle allure. Malheureusement, le grand oculus du pignon est bouché, hormis un trou d'aération en forme de trèfle. À la limite du soubassement des fenêtres, un glacis formant larmier court tout autour du chœur, y compris ses contreforts. Les contreforts au nord de la nef se contentent d'un simple larmier sur la face frontale, au même niveau. Les contreforts orientaux du chœur se retraitent par un fruit au niveau des fenêtres, et sont couronnés d'un chaperon en bâtière. Les contreforts au nord du chœur s'amortissent tout au contraire par un glacis formant larmier, à l'instar des contreforts au nord de la nef. L'on remarque un contrefort particulièrement volumineux au milieu de la seconde travée du chœur, qui fait face au clocher ; il a empêché de prévoir une fenêtre et est rendu indispensable par la forte déclivité du terrain. Principaux atouts esthétiques du chœur, la grande baie du chevet et la baie au nord du chœur sont identiques, et pourvues d'un remplage de trois courtes lancettes surmontées d'un grand trèfle. Les meneaux affectent une mouluration chanfreinée, ce qui est une marque d'austérité ou d'économie en pleine période gothique rayonnante. Des fenêtres du même type se rencontrent, de façon isolée, sur plusieurs églises de la région : au chevet de Rully, dans le bas-côté nord de la cathédrale de Senlis, au chevet de la chapelle latérale nord de Saint-Christophe-en-Halatte, et dans la chapelle sud de Villers-sous-Saint-Leu. Il convient encore de signaler une curieuse niche à droite du chevet, en bas, qui est surmontée d'une arcature trilobée avec des formes en plein cintre. Le linteau repose sur deux têtes grimaçantes. La partie inférieure de la niche a été supprimée, et remplacée par deux blocs de pierre taillés en glacis. Aucun auteur n'explique ou mentionne cette particularité, qui évoque une piscine liturgique. Un autre détail insolite est le départ d'une voûte en berceau à droite de la fenêtre du nord.

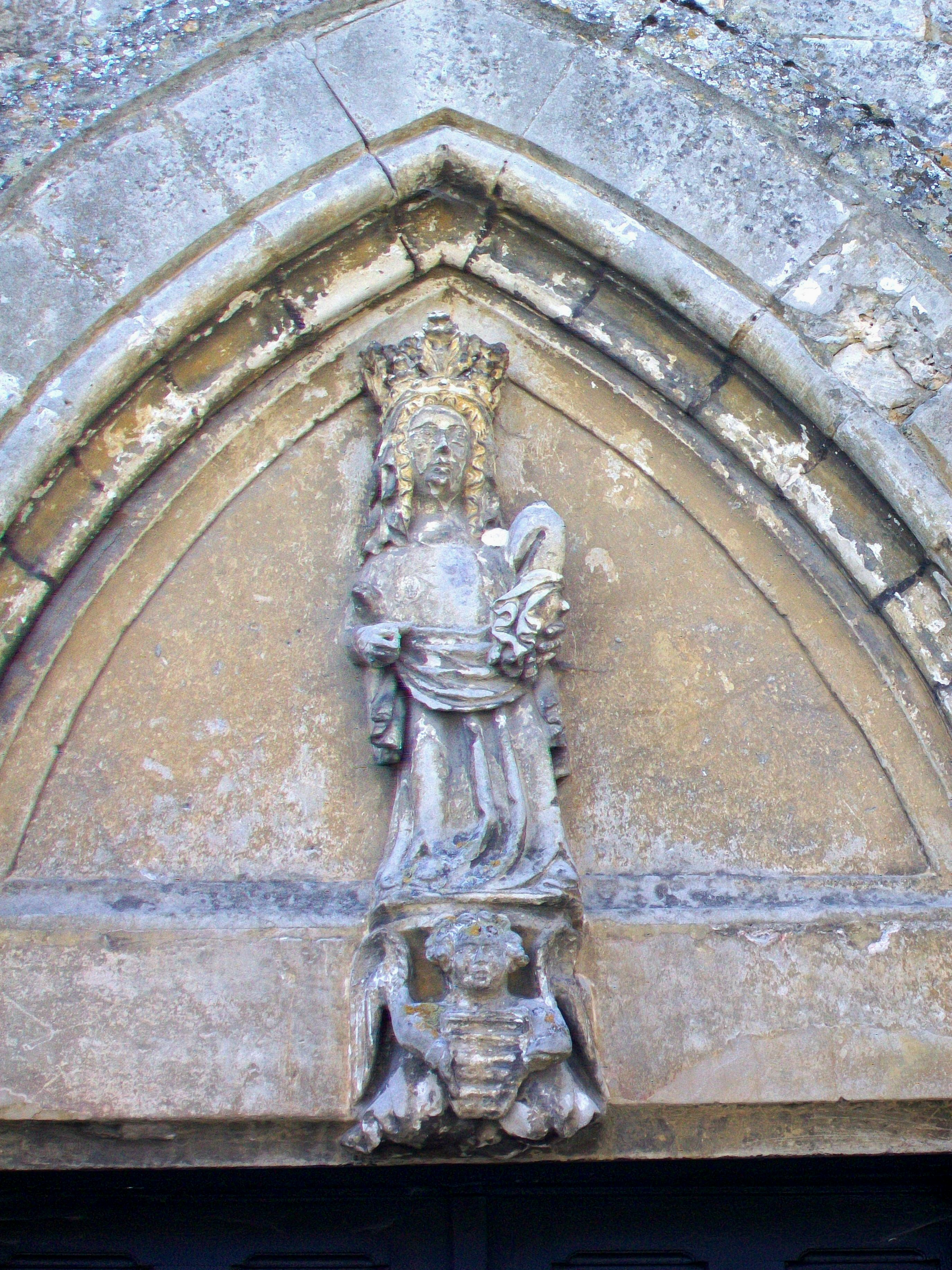
Vierge au tympan.
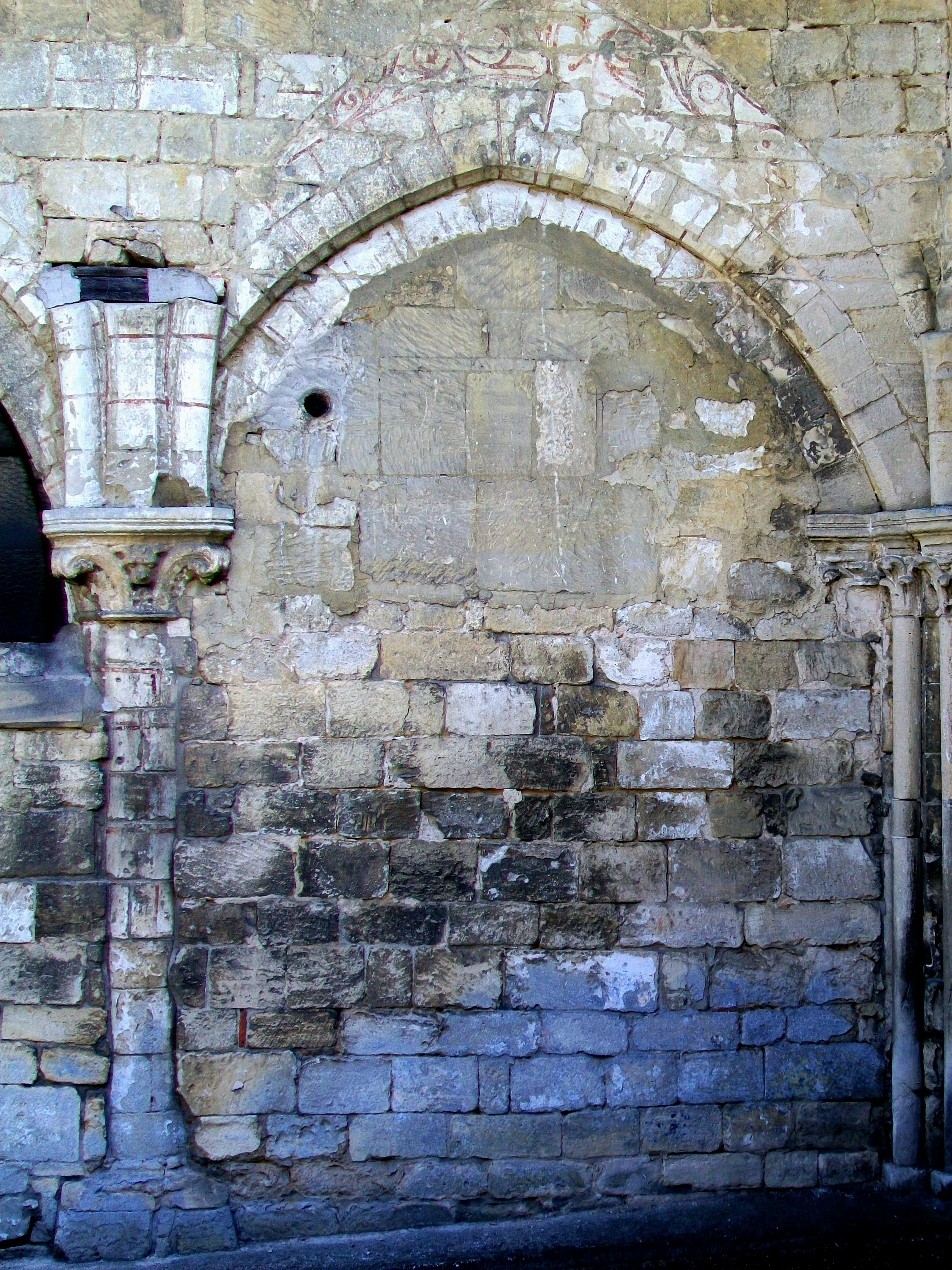
2e grande arcade du sud.
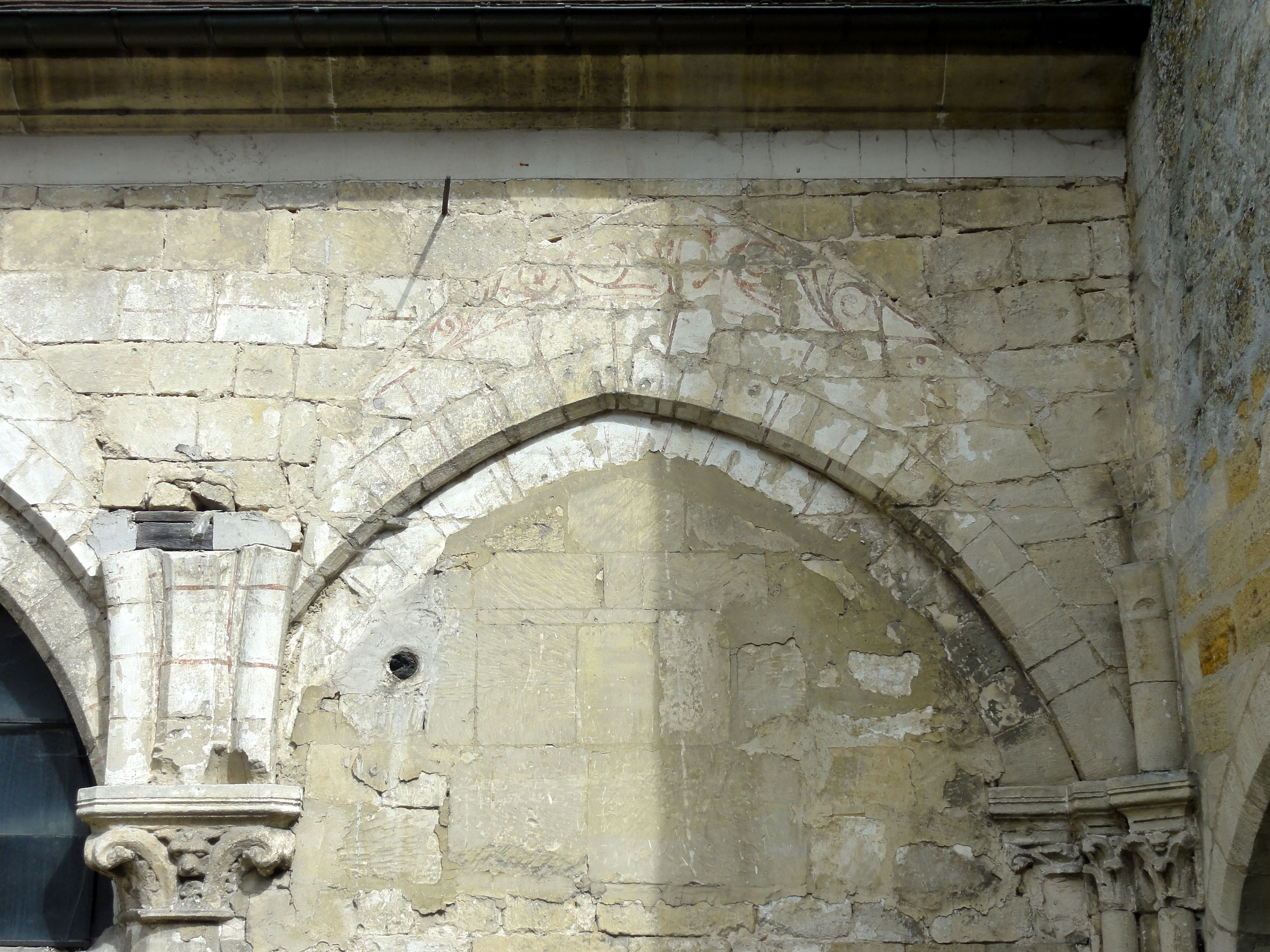
Idem, vue rapprochée.
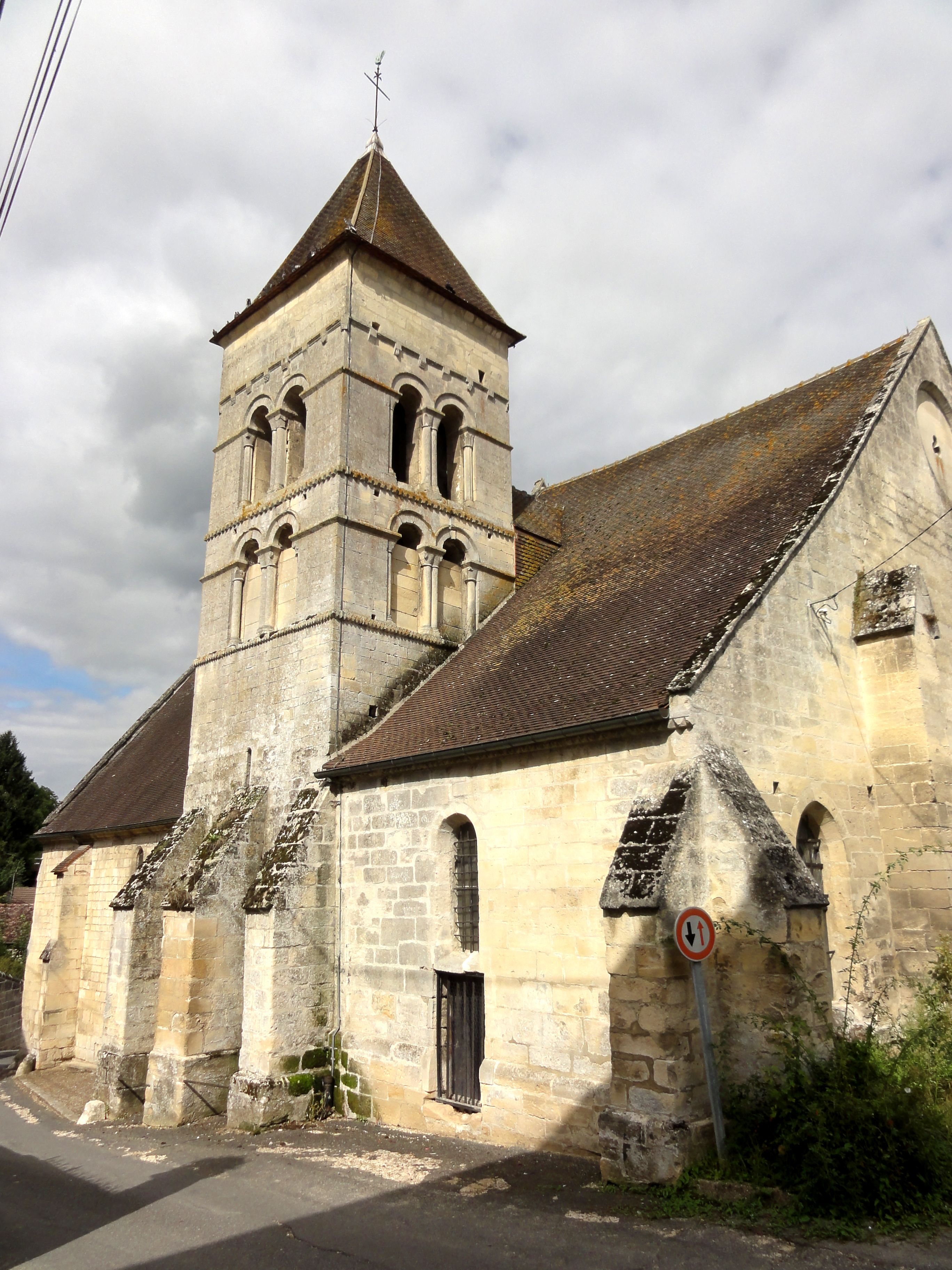
Vue depuis le sud-ouest.
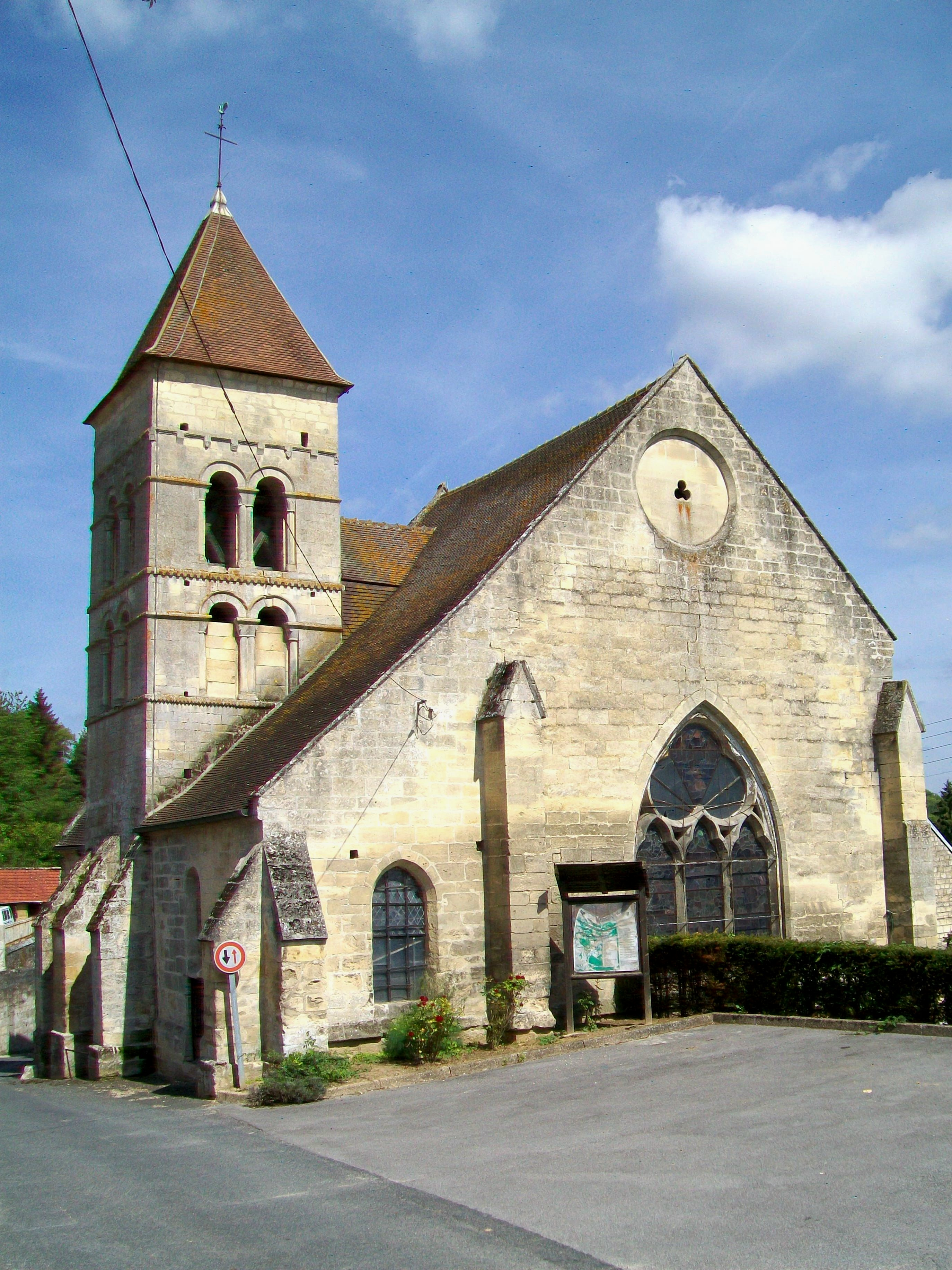
Vue depuis le sud.
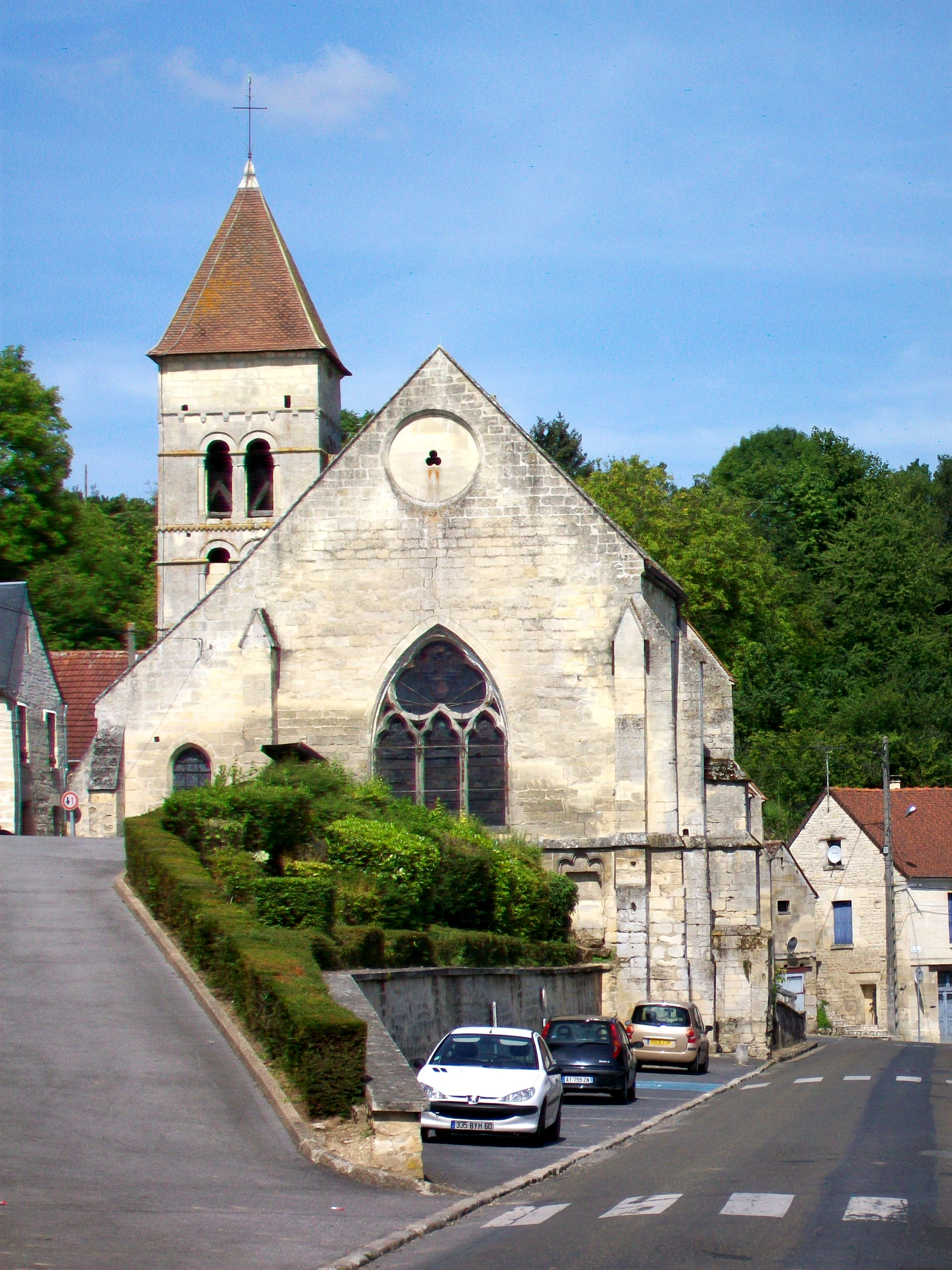
Vue depuis le sud-est.

### Intérieur

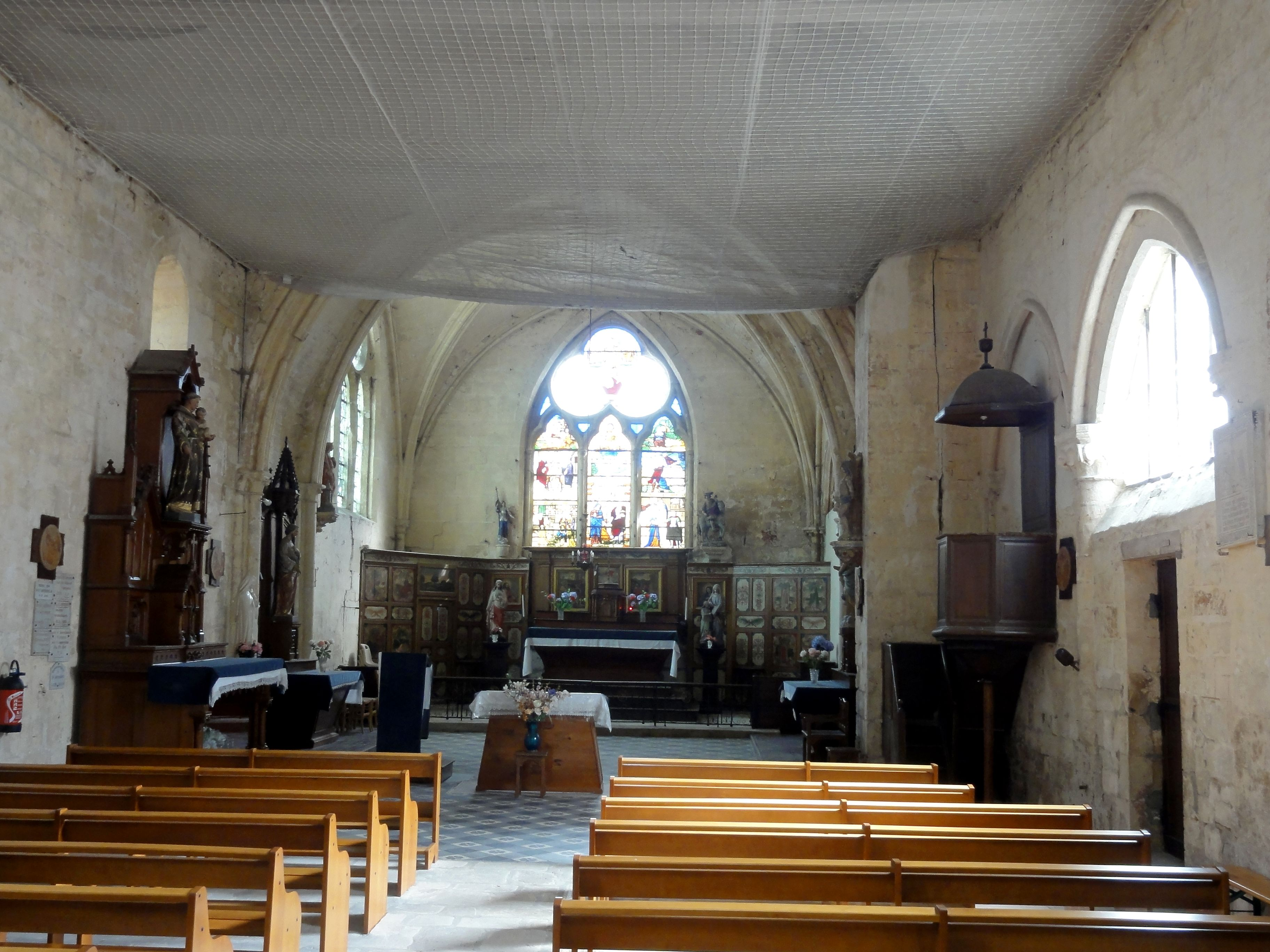
Vue intérieure générale.

#### Nef
La nef est d'une banalité décevante, et revêt d'un caractère provisoire. C'est une simple salle rectangulaire recouverte d'une fausse voûte en berceau en bois plâtré, sans la moindre ornementation architecturale. Les quatre fermes et poinçons de la charpente trahissent la véritable nature du plafond. Le mur septentrional est percé de seulement deux fenêtres en plein cintre, alors que l'arc en tiers-point règne en principe exclusivement au XIIIe siècle. L'équilibre du mur occidental souffre du désaxement de la porte et de la fenêtre haute, qui résulte de l'élargissement de la façade et de la nef vers le nord. Le mur se retraite par un fruit en bas de la fenêtre, dont la partie inférieure est bouchée. Le fort glacis en dessous de la fenêtre pourrait remonter au début du XIe siècle, ainsi que des parties du mur. On y voit des restes de peintures murales en ocre rouge et jaune mal conservées, tout comme sur la partie du mur méridional qui n'a pas été entamée par l'adjonction de la chapelle. À l'ouest, la double ligne décrivant un rectangle devait servir de bordure à un tableau peint à même le mur, dont subsistent seulement quelques taches de couleur. Au sud, l'on observe deux croix de consécration, surmontées de niches à statues en trompe-l'œil, qui servaient sans doute de cadre à des personnages, probablement les Douze Apôtres, comme dans la nef de Cinqueux, qui date également de la limite XIe / XIIe siècle. Au sud, l'éclairage par la lumière naturelle vient uniquement d'une unique fenêtre en plein cintre et de la partie supérieure de la première grande arcade vers la chapelle disparue, qui a été vitrée. La chaire à prêcher a été placée devant la seconde grande arcade. Bien que présentant un intérêt réel, les arcades bouchées des alentours de 1180 ne sont pas mises en valeur, et les détails de la sculpture des chapiteaux se lisent difficilement. La corbeille du grand chapiteau au début des arcades est entièrement recouverte de plâtre. Avant l'arc triomphal ouvrant sur le chœur, à droite, un contrefort du clocher fait saillie dans la nef, et dissimule les fines colonnettes qui supportent l'arcade et la voûte.

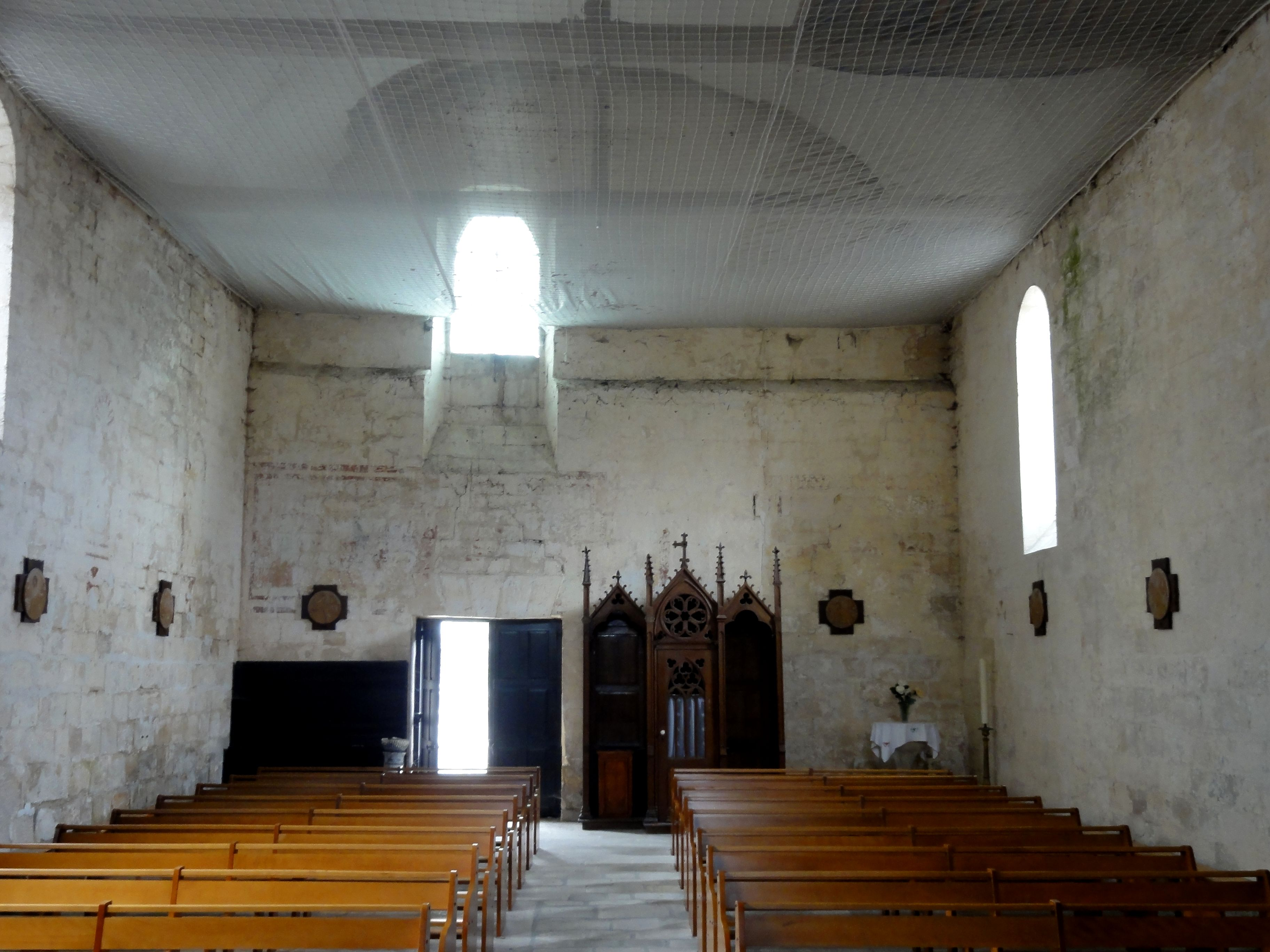
Nef, vue vers l'ouest.
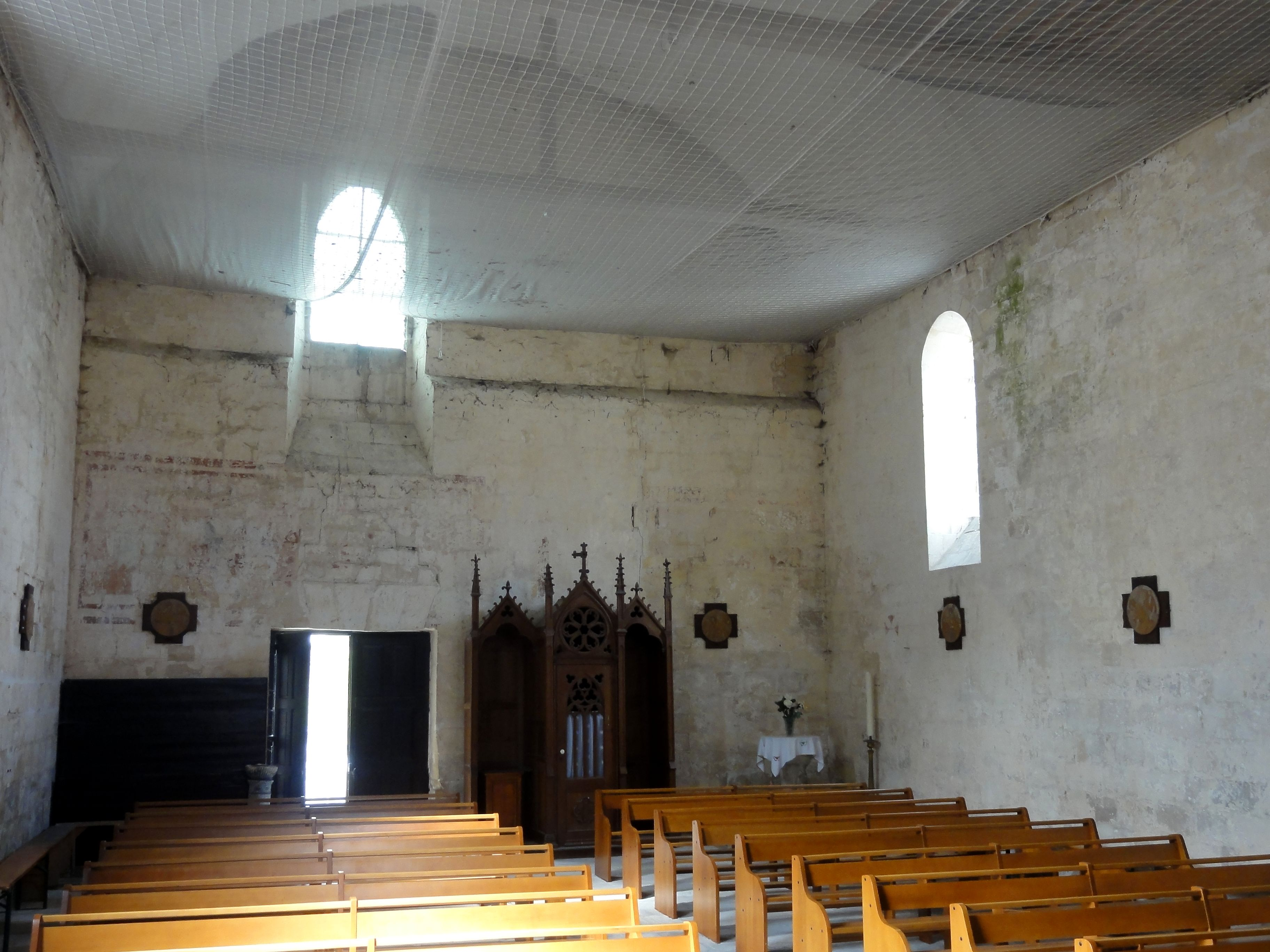
Nef, vue vers l'ouest.
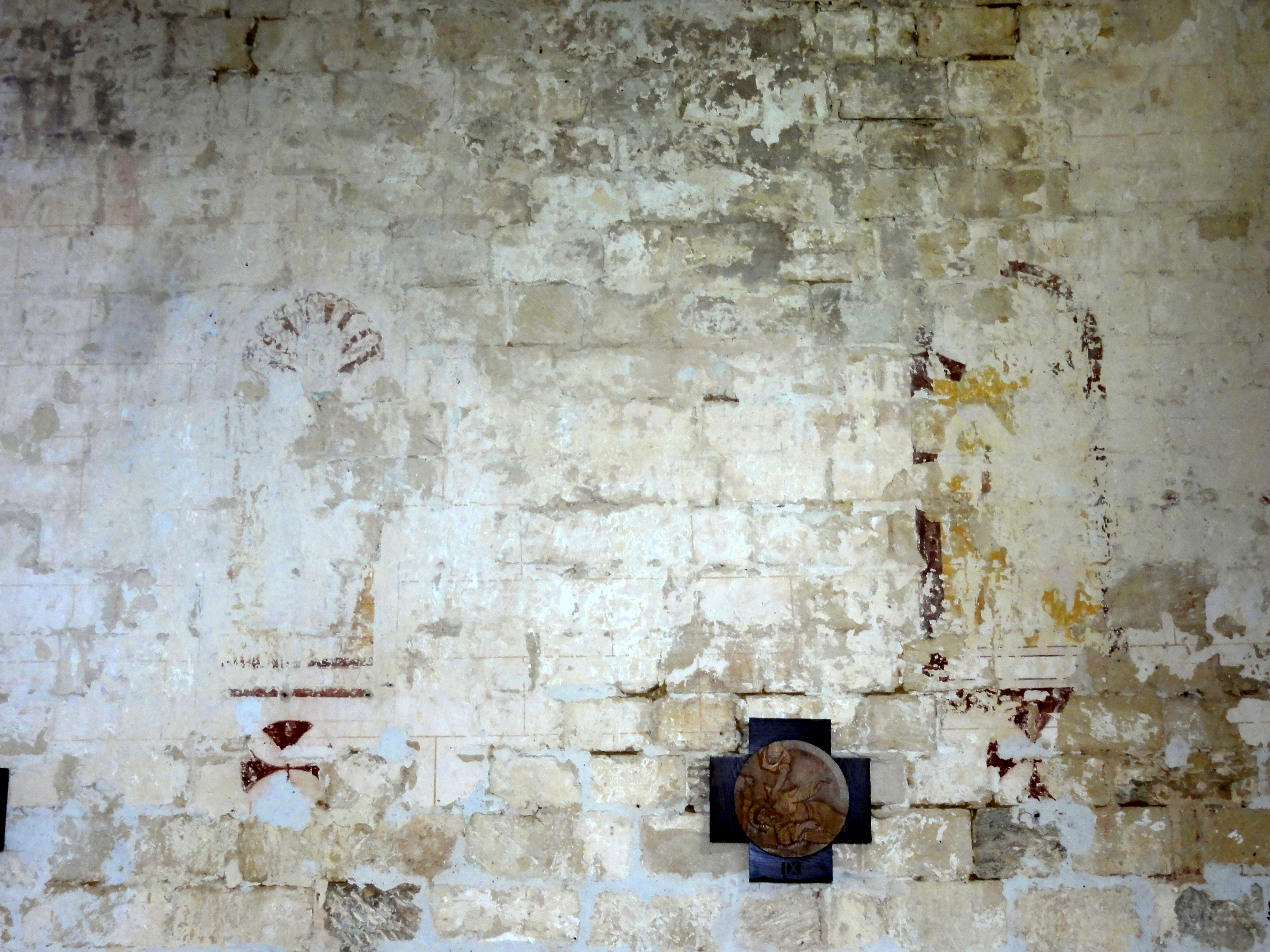
Restes de peintures murales côté sud.
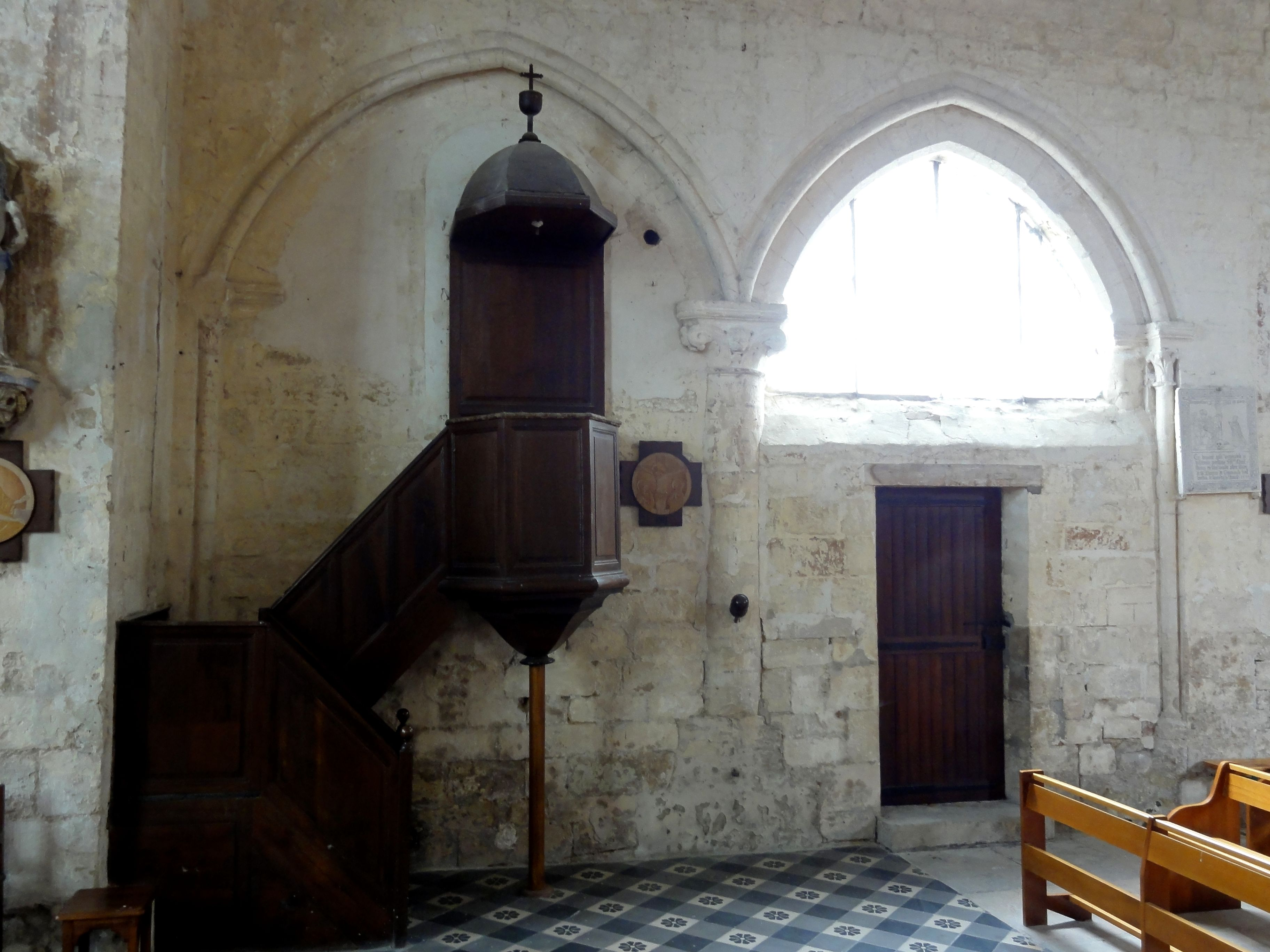
Grandes arcades vers l'ancienne chapelle sud.
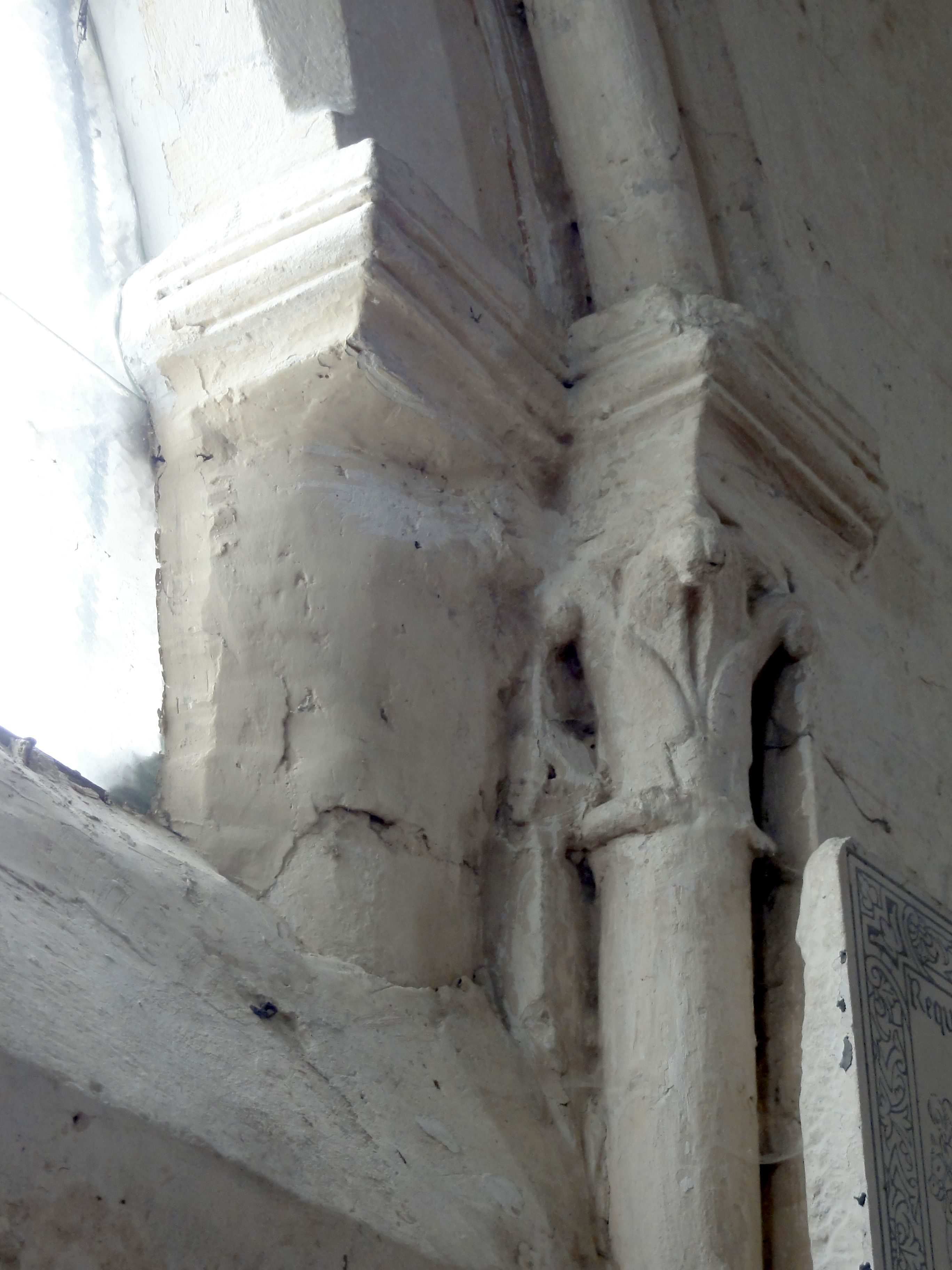
Chapiteaux au début des grandes arcades.
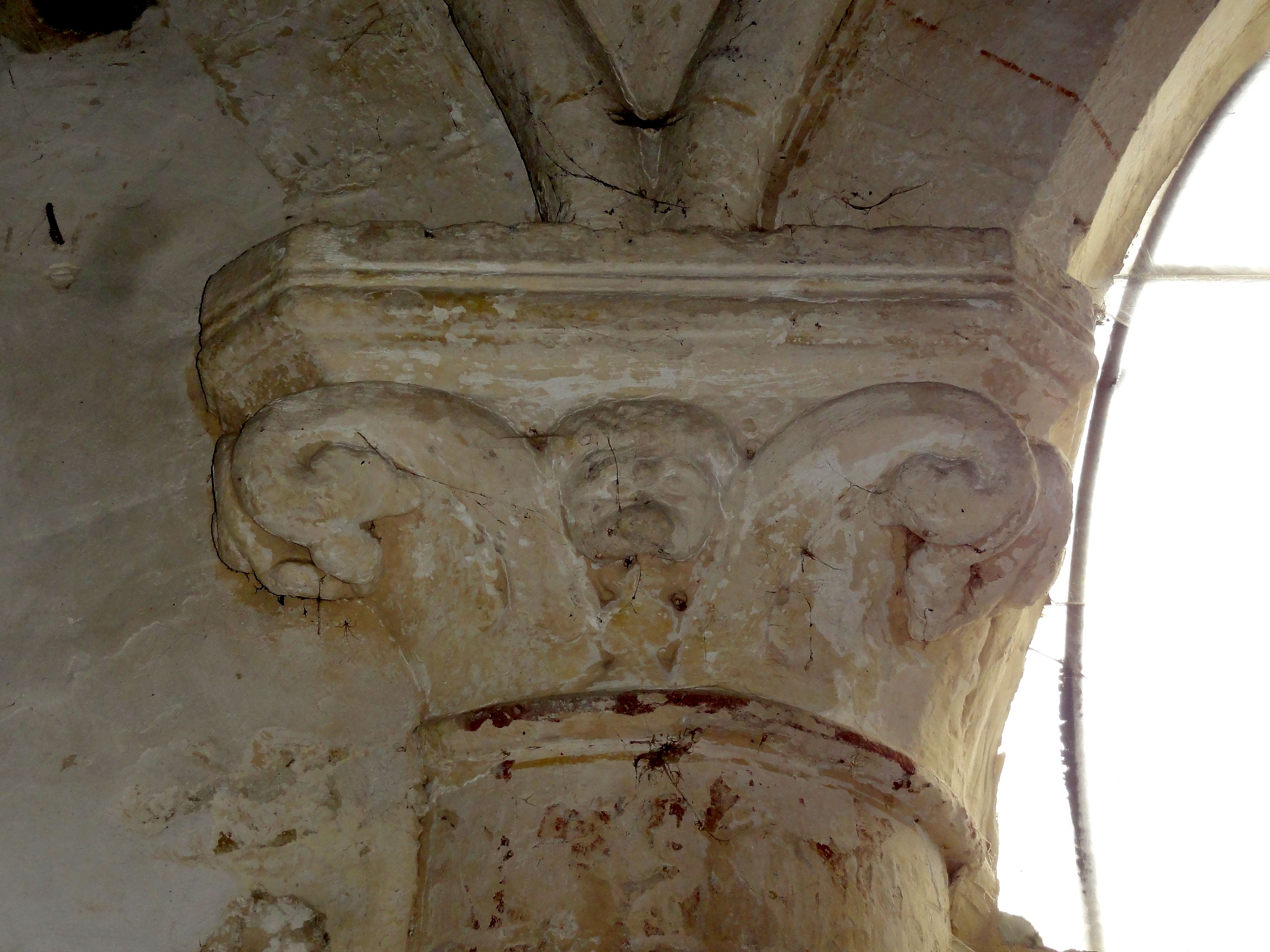
Gros chapiteau central des grandes arcades.

#### Chœur

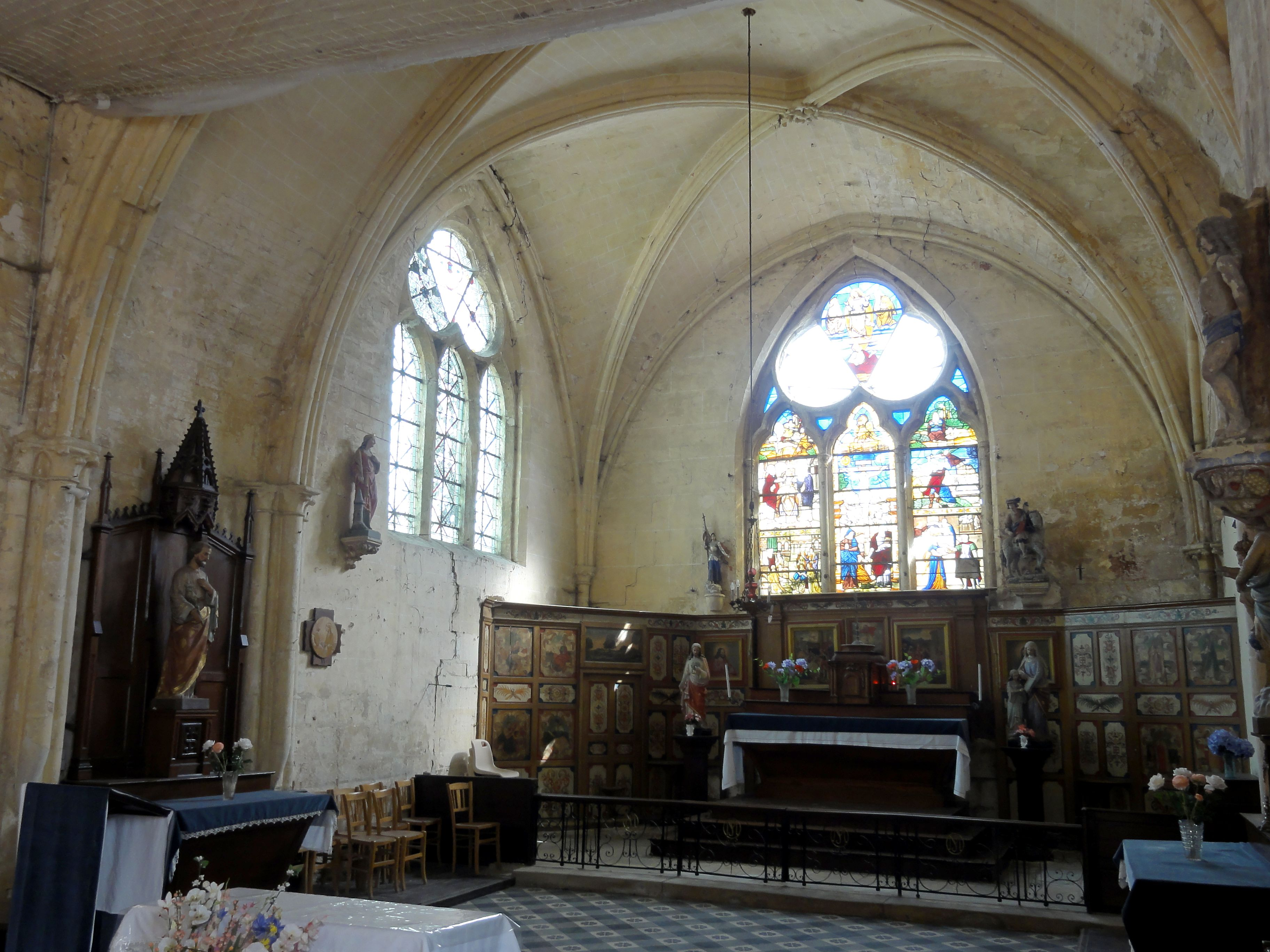
Chœur, vue vers l'est.

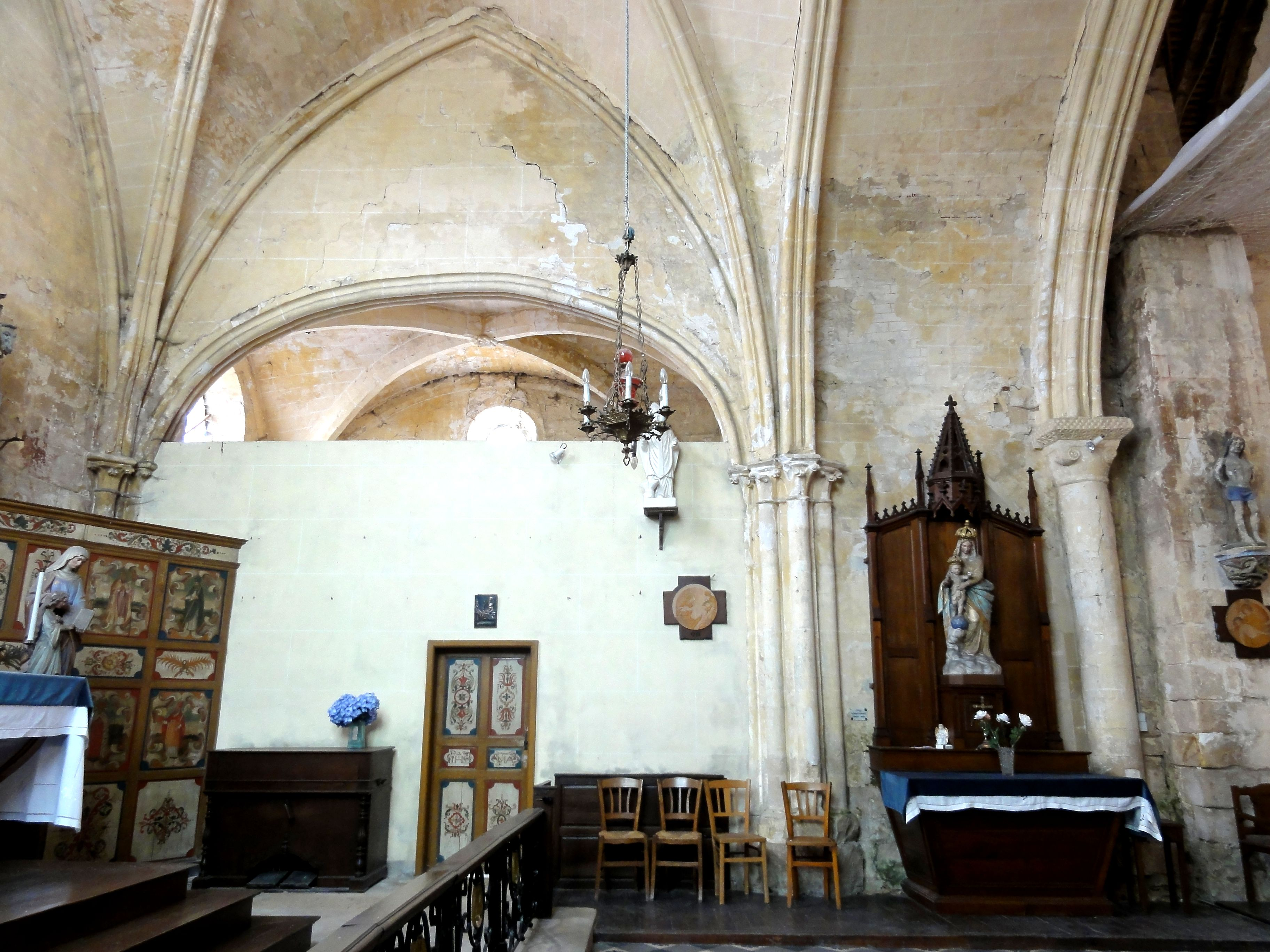
Chœur, élévation sud.

L'arc triomphal, visiblement déformé du côté sud, y affecte un tracé irrégulier comportant une longue section presque droite avant le sommet. Il est à double rouleau. Le rouleau supérieur est mouluré d'un tore, comme déjà sur les grandes arcades du sud, et le rouleau inférieur est au profil d'un filet saillant entre deux tores. Cette disposition appelle normalement une retombée sur un faisceau de trois colonnettes, dont celle au centre avec un fût de plus fort diamètre que les autres. Ce n'est qu'au nord que l'on a appliqué cette disposition. Au sud, le maître d'œuvre a réemployé le support de l'arc triomphal roman, mais l'emplacement initial devait être au niveau de l'actuel contrefort. Le tailloir est au profil d'une plate-bande et d'un biseau, comme au niveau des impostes des baies du clocher. La plate-bande est décorée de damiers, et le biseau est gravé d'étoiles à huit branches, dont les triangles circonscrits sont excavés. Ce parti rappelle les impostes des grandes arcades romanes avant la généralisation des chapiteaux, comme on peut en voir sous les clochers-porches d'Estrées-Saint-Denis et Morienval, et sous les grandes arcades de Cinqueux et Rhuis, par exemple. La corbeille du chapiteau, mutilée sur sa partie droite, est sculptée de volutes d'angle archaïques. Également archaïque paraît la voûte en berceau de la courte première travée du chœur. Dès le milieu du XIIe siècle, les voûtes en berceau sont déjà exceptionnelles dans la région, les derniers exemples étant sans doute les chœurs de Béthisy-Saint-Pierre et de Néry, qui sont l'œuvre du même atelier, et de Vaumoise. À la période gothique, les voûtes en berceau sont en principe limitées aux enfeus, aux niches de faible profondeur (Neuilly-sous-Clermont) et aux intervalles entre les voûtes d'ogives et des murs extérieurs placés en retrait. À Cramoisy, le voûtement d'ogives a été envisagé dans un premier temps, car le doubleau intermédiaire du chœur retombe sur des faisceaux de trois colonnettes, dont les tailloirs et chapiteaux correspondant aux ogives sont implantés à 45°, face à celles-ci. Mais les colonnettes vers la première travée demeurent sans emploi. Pour une travée aussi courte, un voûtement d'ogives à la même hauteur que la seconde travée aurait requis des formerets anormalement surhaussés et aigus, ou des fûts plus élevés, ce qui a sans doute été écarté pour des raisons esthétiques.
La seconde travée du chœur est certes la travée la plus réussie de l'église. Sa voûte assez large s'appuie à l'est sur un formeret proche de l'arc en plein cintre, alors que les formerets latéraux sont en tiers-point. Ils sont moulurés d'une gorge, et se partagent les supports avec les ogives. De ce fait, l'on ne trouve qu'une colonnette unique dans les angles près du chevet. Le profil des ogives est d'une arête entre deux tores, comme souvent déjà à la première période gothique. Les nervures sont toutefois assez fines, et les chapiteaux de crochets, de petites dimensions. Ils sont tous plus ou moins identiques. La clé de voûte arbore un agneau accompagné d'un étendard, qui doit être interprété comme un Agnus Dei. Les fenêtres ont déjà été décrites. Elles s'inscrivent entièrement sous la lunette de la voûte, ce qui met en exergue la faible hauteur de l'église. La chapelle latérale sud, l'actuelle sacristie, a bénéficié de moins d'attentions de la part du maître d'œuvre. L'arcade ouvrant sur cette chapelle est moulurée à l'image des ogives du chœur, et retombe sur des fines colonnettes à chapiteaux, qui jouxtent immédiatement les colonnettes supportant les nervures de la voûte. Le tracé en cintre surbaissé de l'arcade correspond à la forme de la voûte est tout à fait inhabituel. La voûte de la chapelle est construite à l'économique : les formerets sont de simples rangs de claveaux, et les ogives se présentent comme un bandeau chanfreiné fortement saillant. La clé de voûte est ornée d'une petite rosace.

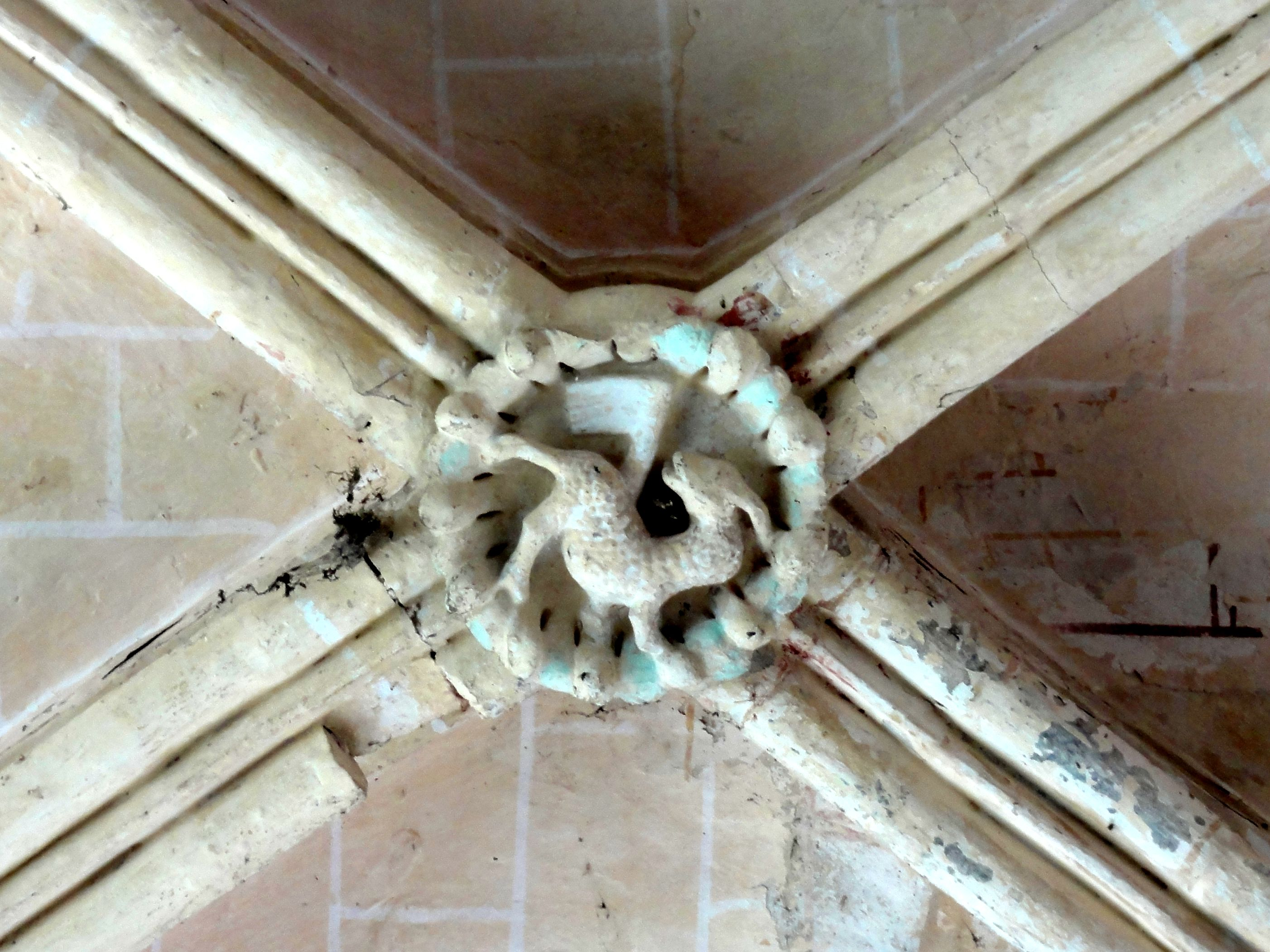
Clé de voûte de la 2e travée - Agnus Dei.
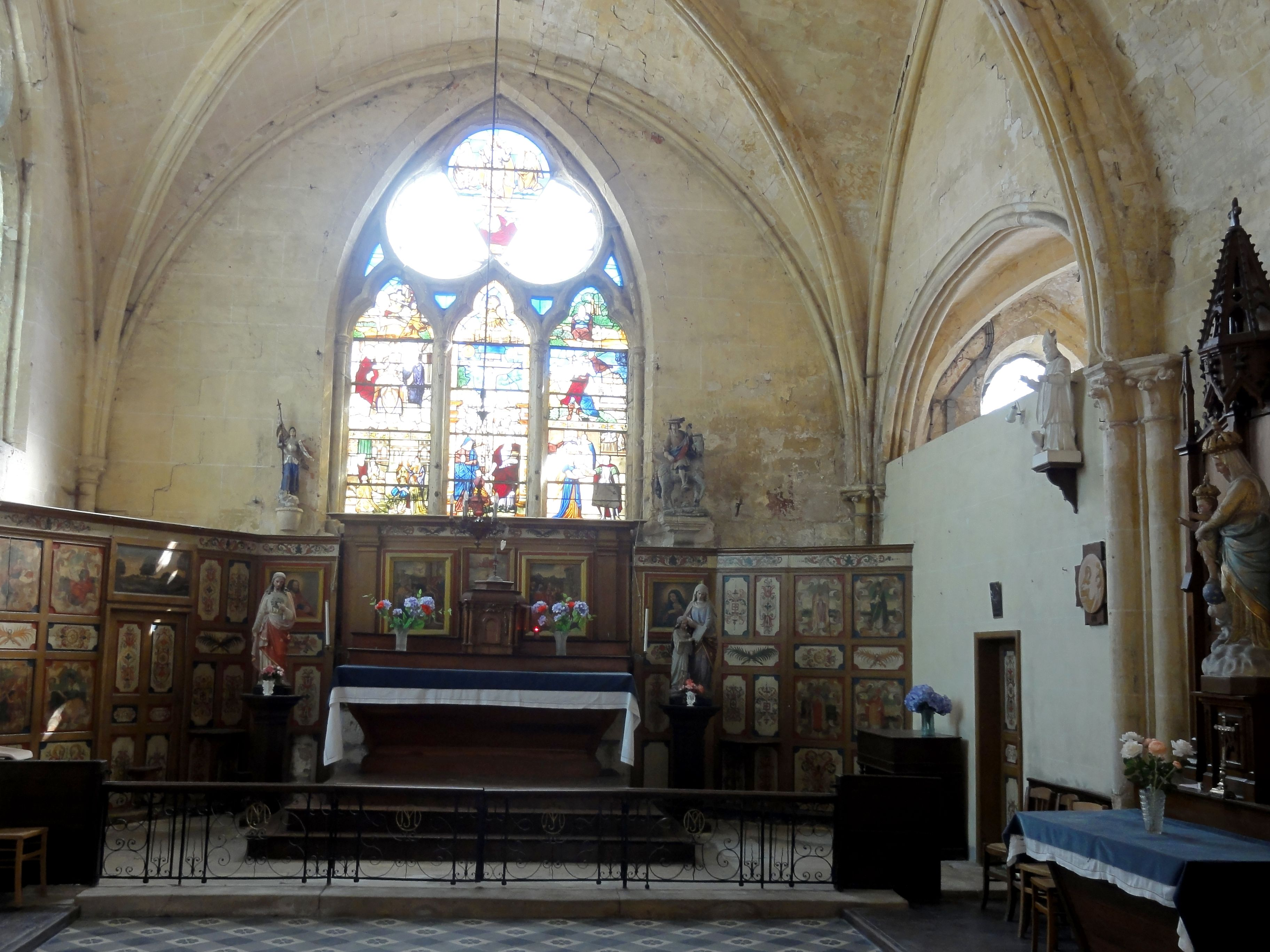
Seconde travée du chœur, vue vers l'est.
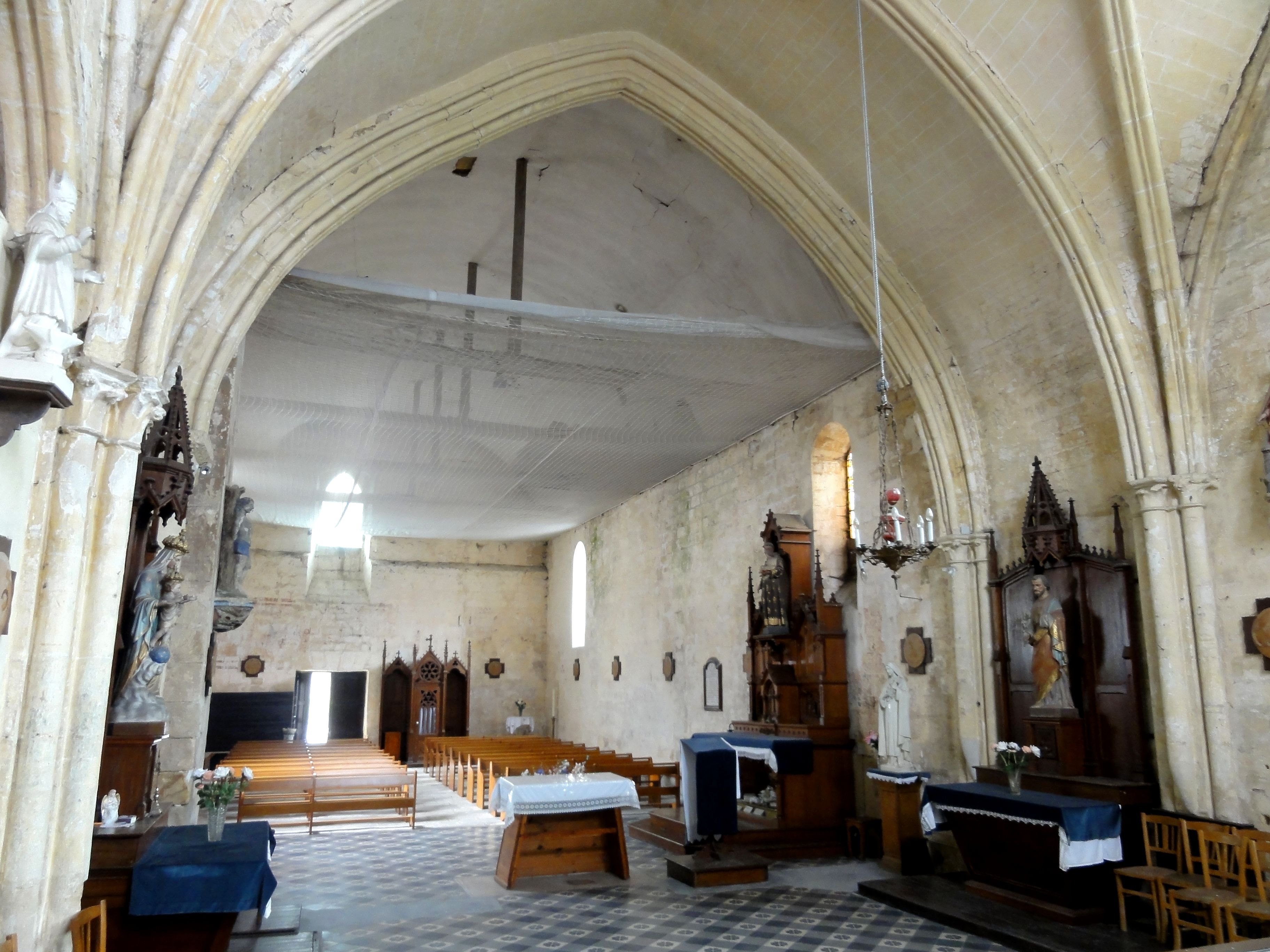
Vue intérieure générale depuis le chevet.
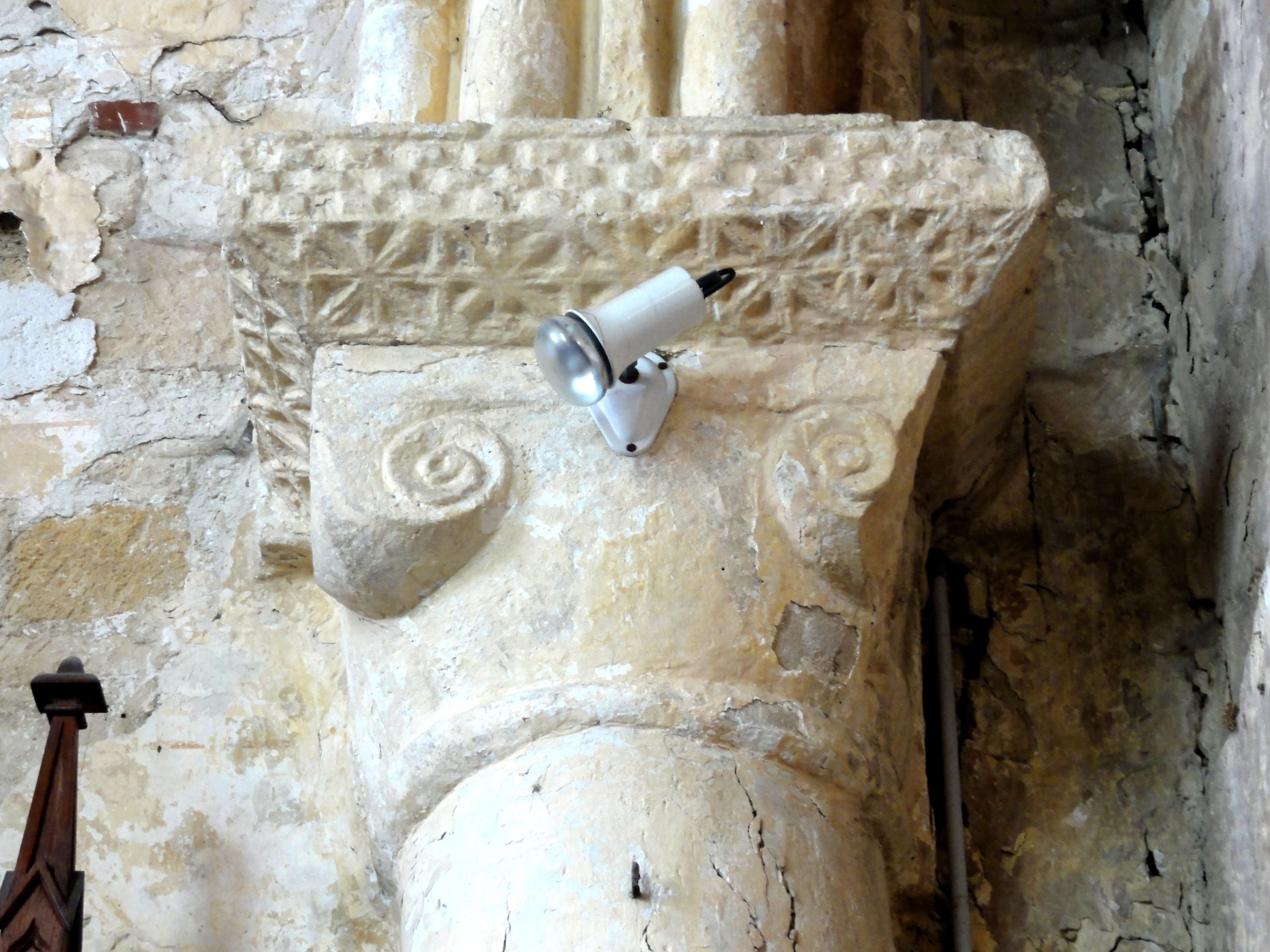
Arc triomphal, chapiteau roman côté sud.
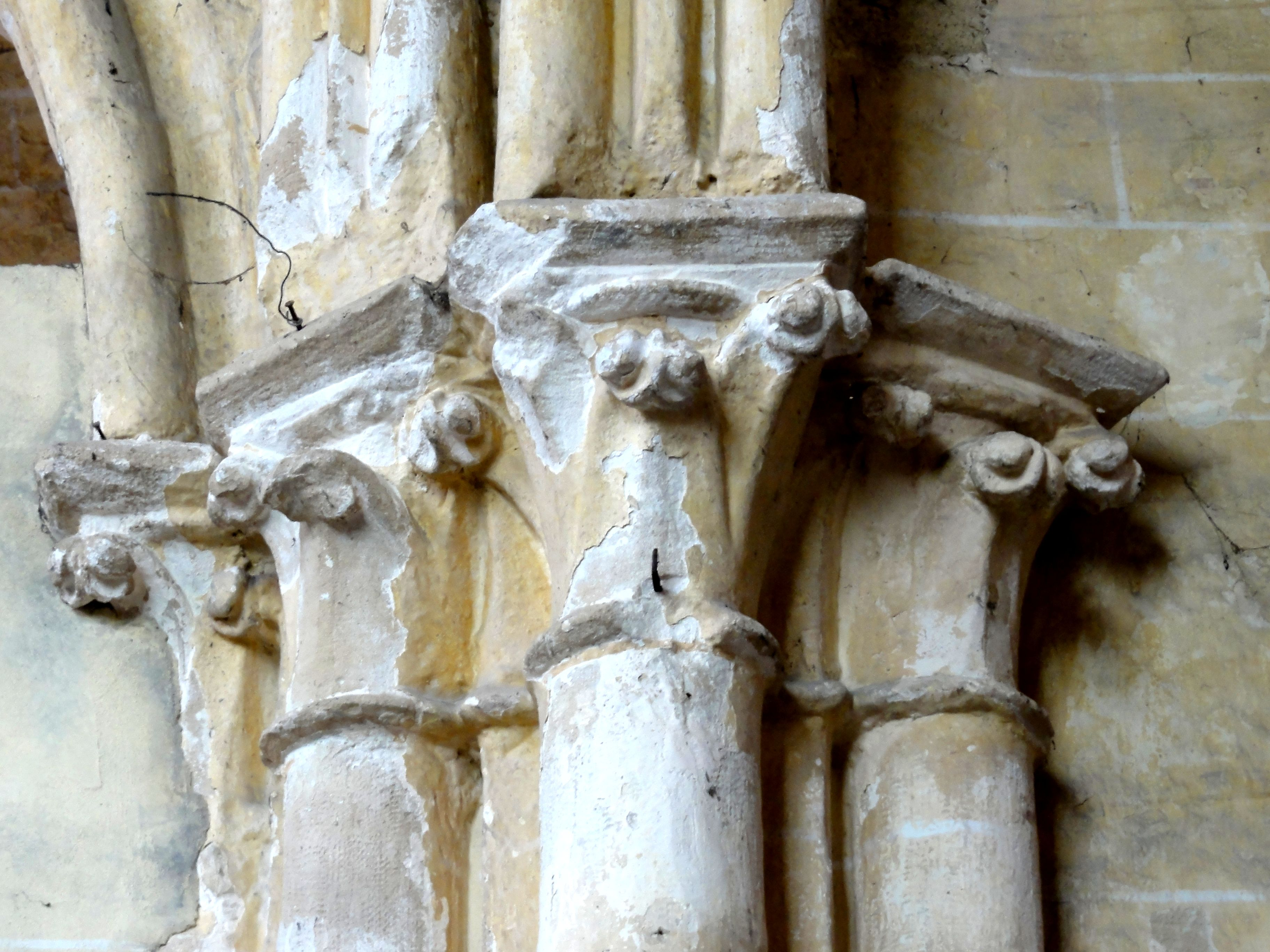
Doubleau intermédiaire, chapiteaux côté sud.
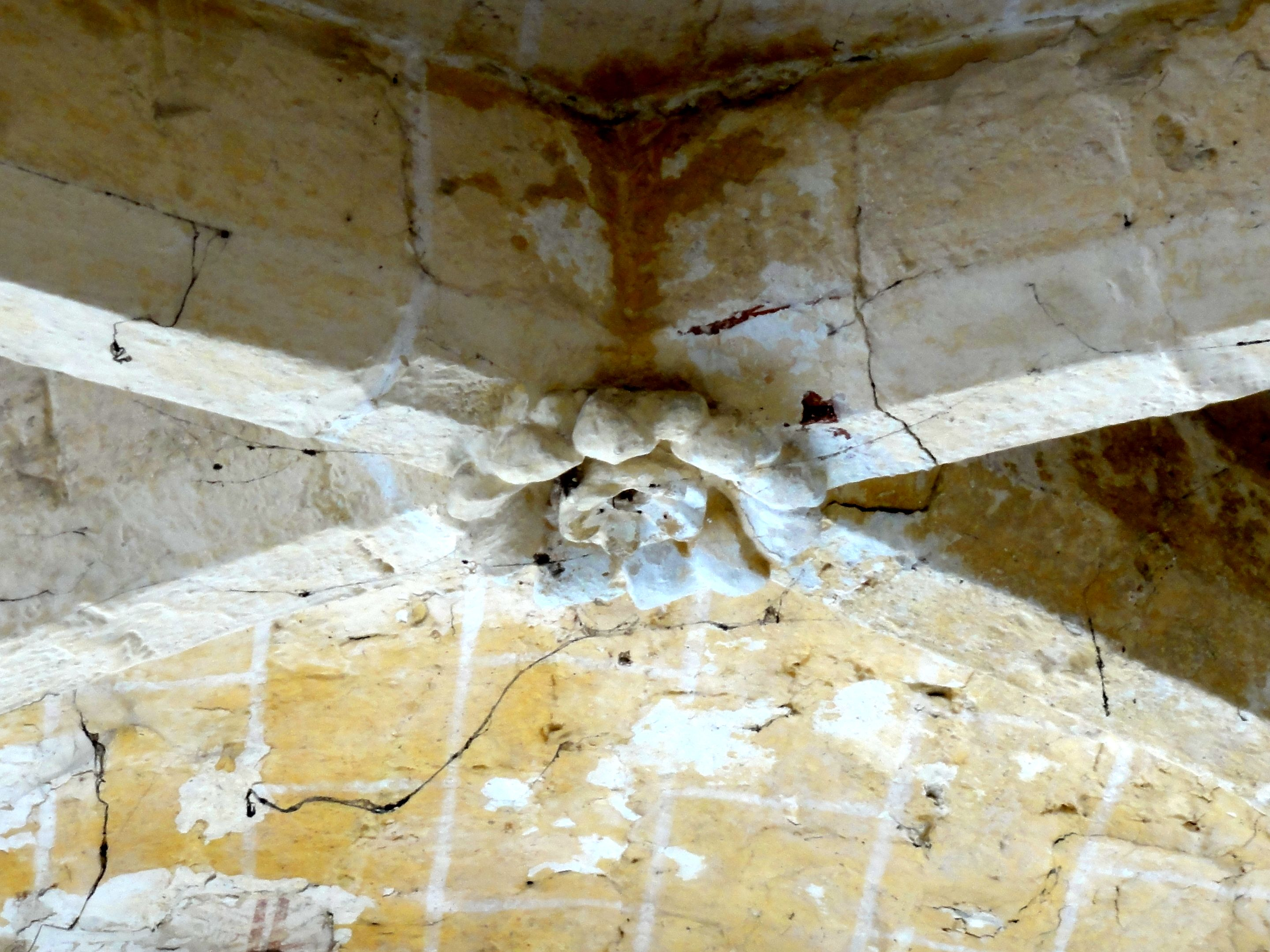
Clé de voûte de la chapelle latérale sud.

## Mobilier

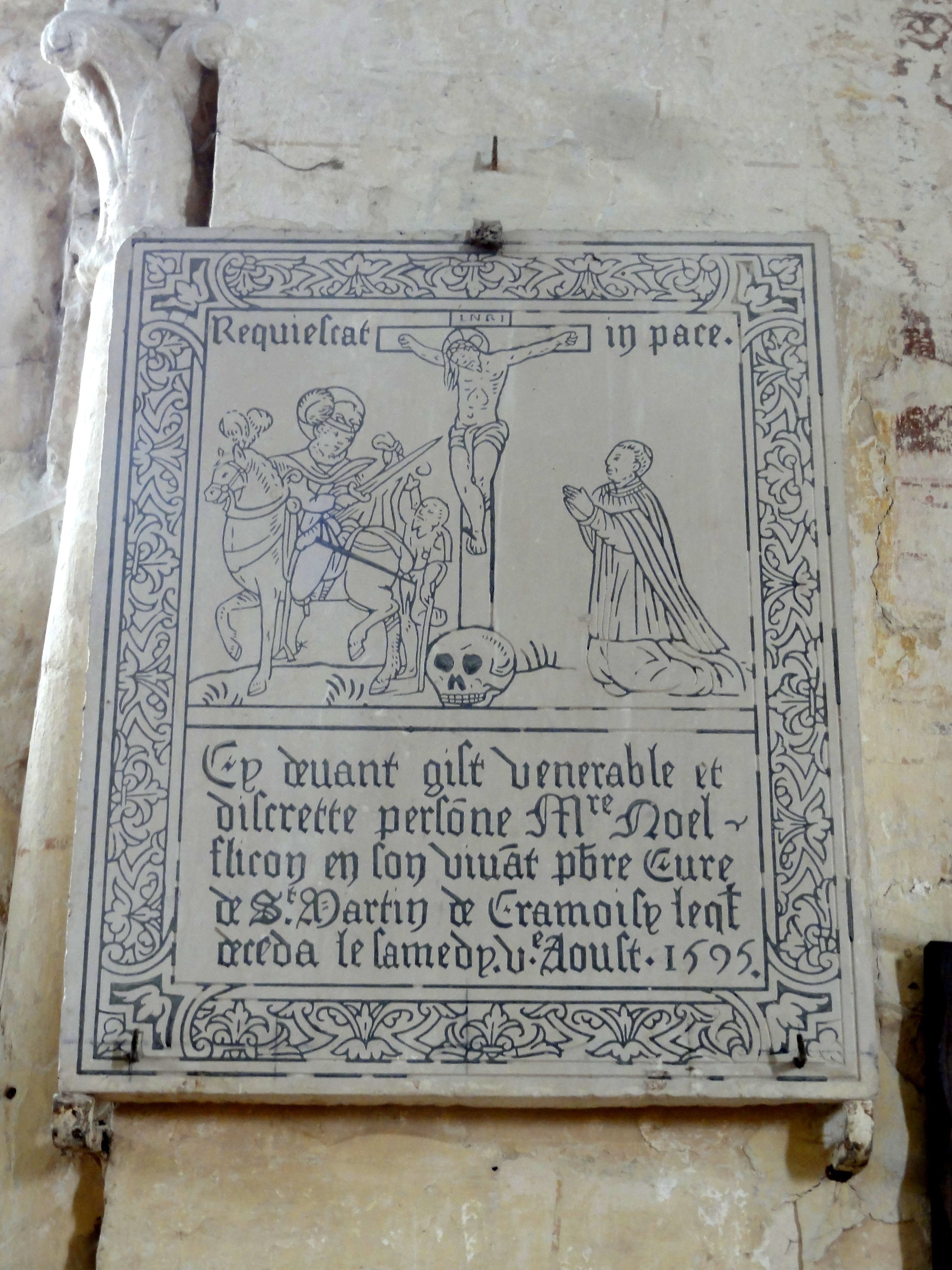
Dalle funéraire du curé Noël Flicon, mort en 1595.

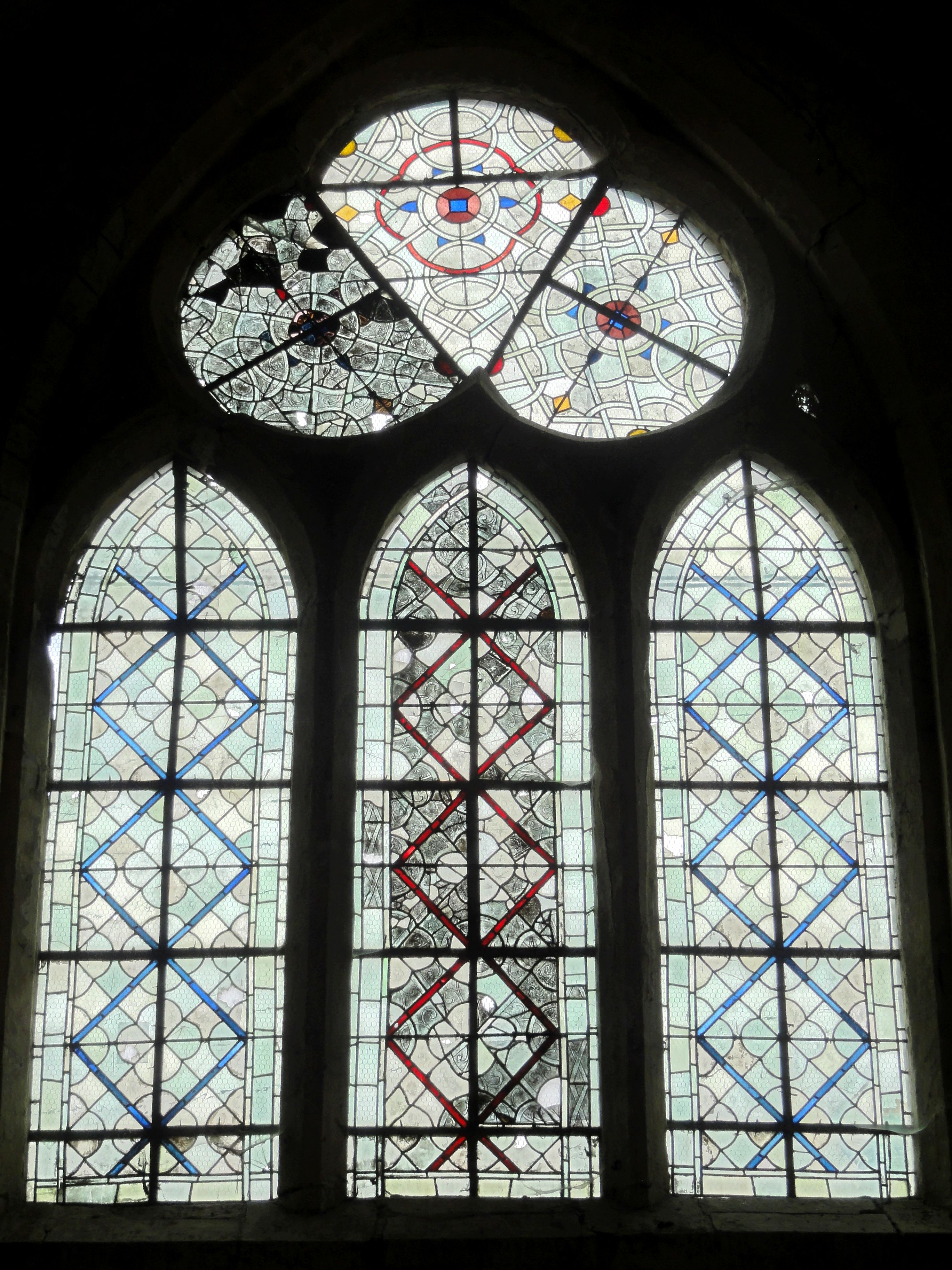
Verrière au nord du chœur, avec grisailles du XIIIe siècle.

L'église comporte deux éléments qui sont classés monument historique au titre objet. Il s'agit de la dalle funéraire à effigies gravées de Roland François Perthuis et Marie Malle, qui date de 1674, et de fragments de la verrière du chevet du XVIe siècle.
Sans égards pour le chevalier et seigneur de Cramoisy et son épouse, l'autel en bois de la réforme liturgique de 1969 a été placé juste au milieu de l'unique dalle funéraire à effigies gravées que possède l'église. Réalisée en pierre de liais, elle mesure 199 cm de haut pour 101 cm de large, et porte la signature du tombier Pierre de Billion, de Senlis. Seulement la date de décès de dame Marie Malle (ou Melle, ou plutôt de Mello ?) est connue ; c'est le 5 avril 1674. Les deux époux sont représentés de pied, en habits de l'époque, en dessous des armes de la famille : écu à la croix ancrée, écu à trois trèfles, 2 en chef, 1 en pointe. Les émaux ne sont pas représentés. L'épitaphe, qui attend d'être déchiffrée, est portée sur la bordure. Pas plus qu'un quart de l'inscription n'est effacée par l'usure. Sur le plan de l'art funéraire, il convient de signaler la petite plaque funéraire du curé Noël Flicon. Elle est accrochée au mur sud de la nef, et son épitaphe et son décor gravé sont rehaussés en noir. La bordure est agrémentée d'une frise de rinceaux, et sur la partie supérieure de la plaque, l'on voit une représentation de la charité de saint Martin (le cavalier partageant son manteau avec un mendiant), un Christ en croix, et le défunt agenouillé devant le Seigneur. L'inscription est la suivante : « Requiescat in pace. Cy devant gist venerable et discrete personne Mre Noël flicon en son vivant pbre Cure de St Martin de Cramoisy lequl deceda le samedy Ve Aoust.1595. »

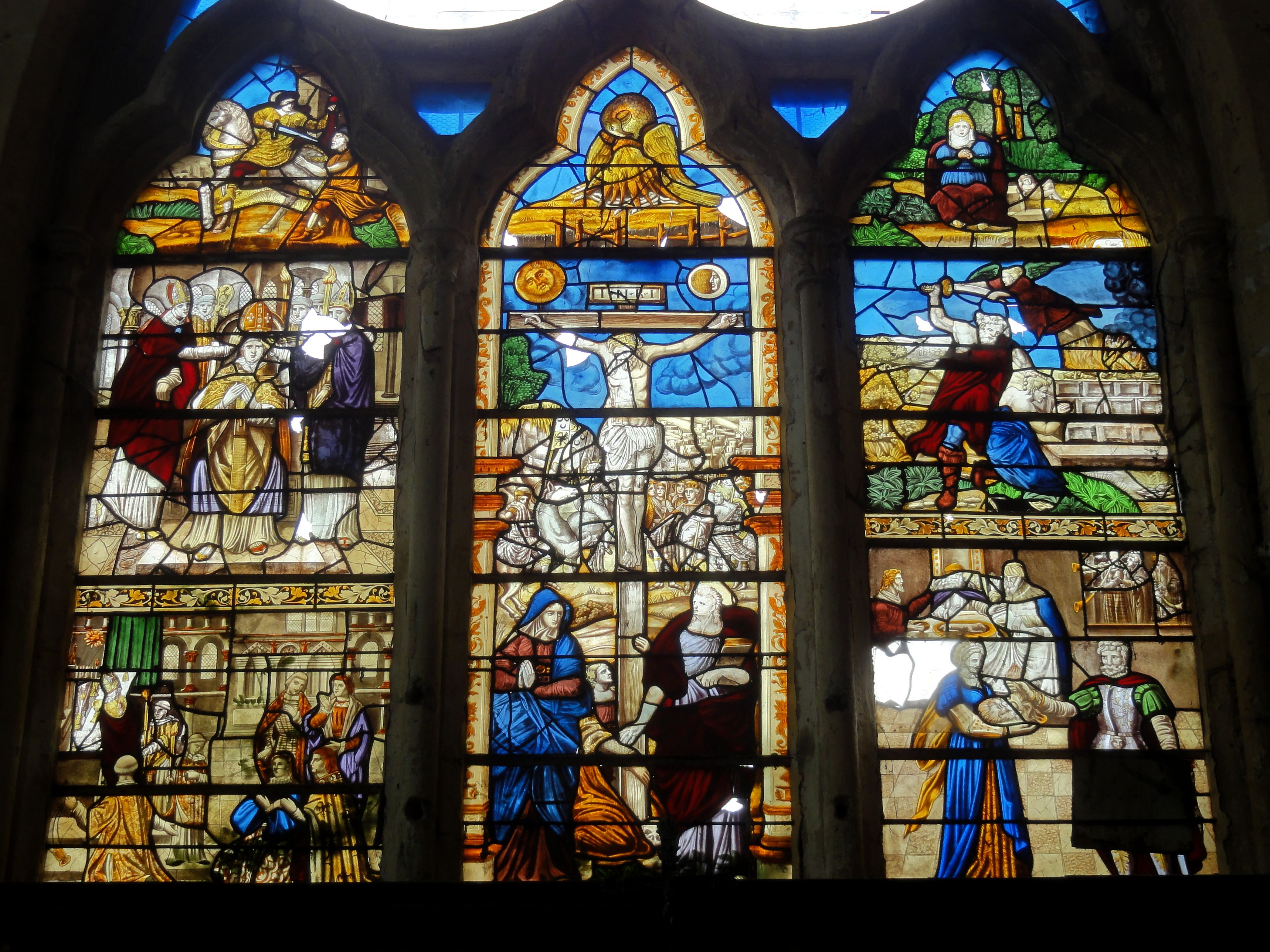
Verrière du chevet.

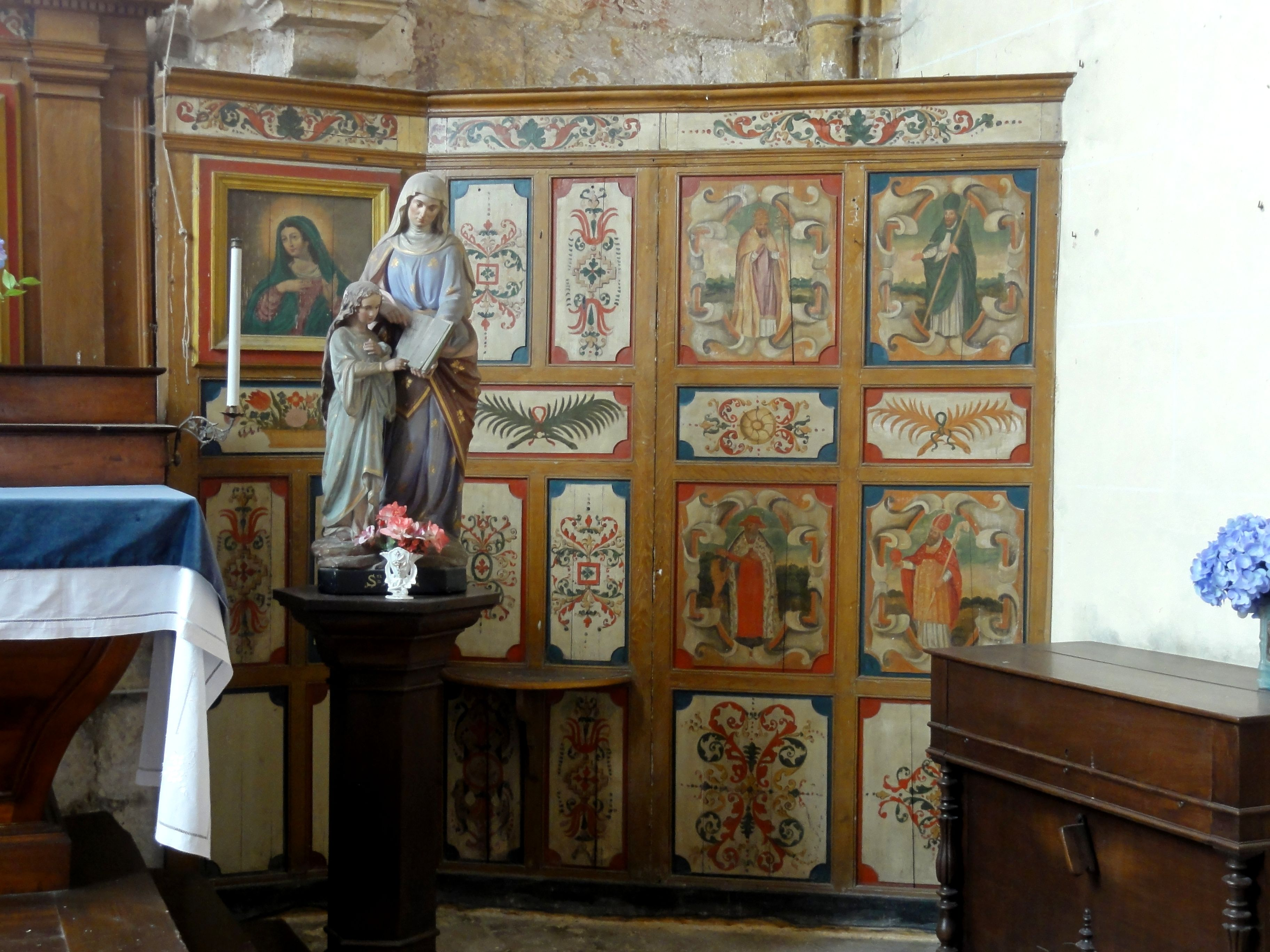
Aile sud des boiseries de retable.

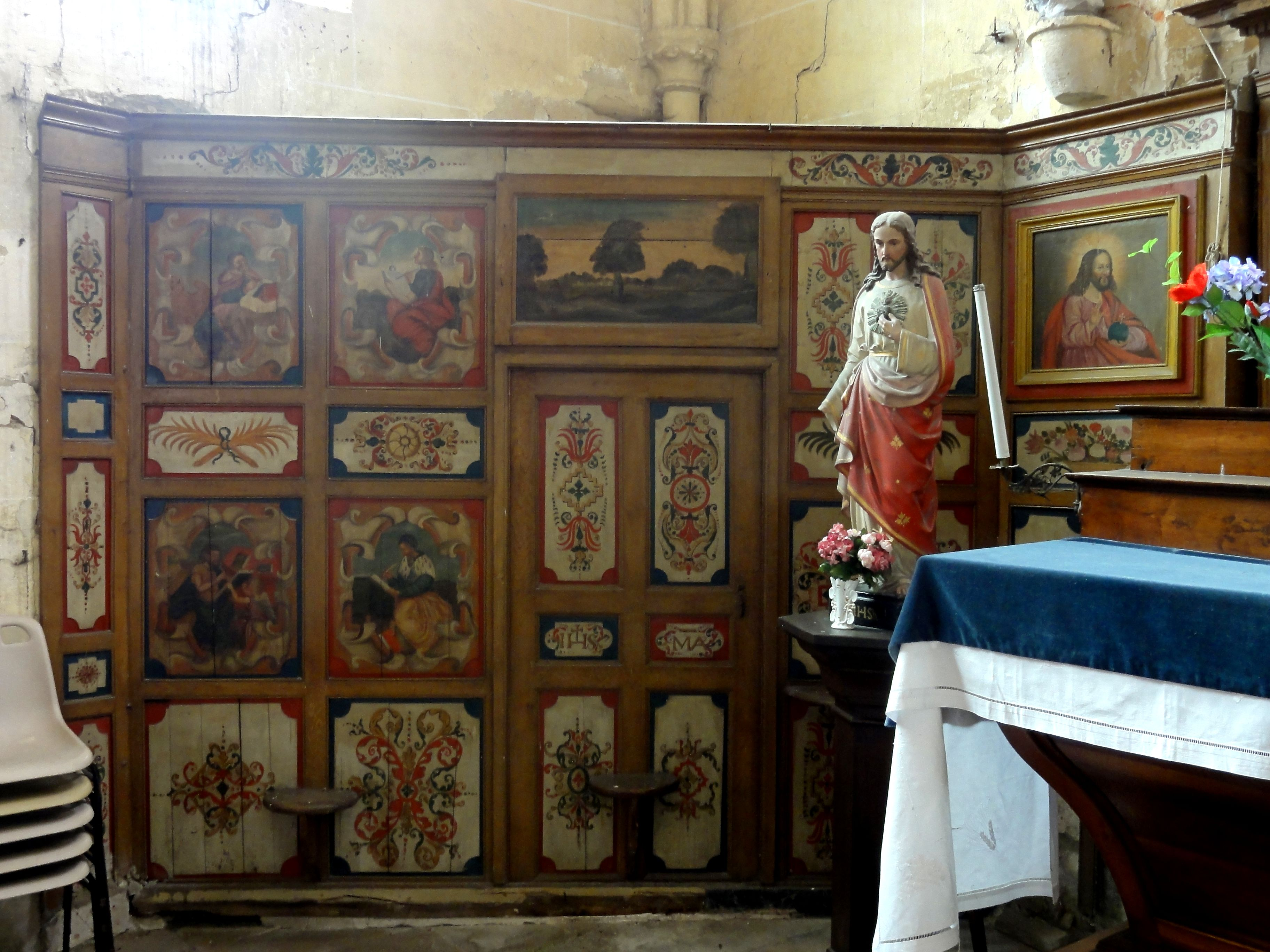
Aile nord des boiseries de retable.

Déjà à la fin du XIXe siècle, Eugène Müller parle de la verrière du chevet en ces termes : « quelques restes d'une verrière du XVIe siècle, représentant la crucifixion et le très populaire Saint-Martin, malheureusement restaurés ». Elle a été classée au titre objet en 1912. Depuis, la verrière a été très endommagée par les deux guerres mondiales. Après 1962, les fragments subsistants ont été intégrés dans une nouvelle verrière. Le tympan est une illustration de la Transfiguration du Christ. Sur la lancette de gauche, l'on voit, du haut vers le bas, la charité de saint Martin ; la consécration épiscopale de saint Martin comme évêque de Tours ; et la messe de saint Martin. Sur la lancette médiane, le pélican mystique nourrissant ses petits de sa propre chaire figure au sommet. Le reste est occupé par un Christ en croix, qui est pleuré par Vierge Marie et saint Jean au premier plan, tandis qu'une autre femme, qui devrait être Marie de Magdala, enlace la croix. À l'arrière-plan, l'on voit un chevalier sur sa monture brandissant un étendard, des soldats à pied, et la silhouette de Jérusalem. Sur la lancette de droite, l'on identifie en haut Agar et Ismaël son fils ; le sacrifice d'Abraham au deuxième registre ; et le festin d'Hérode tout en bas. En regardant de près, il apparaît que sur la plupart des scènes, quelques fragments apportent une rupture de dimension et de perspective, ont recours à des couleurs et techniques différents, et ne sont pas du même style (tête de l'évêque de gauche et l'un des pieds de saint Martin dans la scène de sa consécration ; objets liturgiques, une tête casquée et un prélat dans la scène de la messe de saint Martin ; tête d'un soldat et têtes de sainte Marie, sainte Madeleine et saint Jean sur la scène de la Crucifixion ; etc.). Ce qui évoque des pièces rapportées sont sans doute les derniers éléments authentiques. Les trois scènes de la lancette de droite seraient en revanche en grande partie authentiques dans leur ensemble. Ce ne sont pas les seuls vitraux anciens de l'église. La fenêtre au nord du chœur conserve, selon Eugène Müller, « des restes de grisailles du XIIIe siècle d'une douce teinte vert d'eau ». Ces fragments se trouvent dans le lobe de gauche du trèfle, et dans la lancette médiane,.
D'une grande rareté sont les boiseries peintes qui flanquent l'ancien maître-autel. Dans les environs, seulement l'église Notre-Dame-de-l'Assomption du Plessis-Gassot possède des boiseries de retable semblables, qui datent de la fin du XVIIe siècle et sont d'un niveau artistique supérieur : Ici, l'on est proche de l'art populaire. Les deux ailes s'articulent en respectivement cinq volets et demi au nord et quatre volets au sud. Sauf le volet qui jouxte immédiatement le maître-autel, les volets sont placés à 45° et isolent ainsi des espaces triangulaires aux deux extrémités nord-est et sud-est du sanctuaire. Pour accéder au cagibi du nord-est, les boiseries incluent une porte. Sauf sur la porte et le demi-volet au nord, les boiseries s'organisent horizontalement en trois principaux registres. L'ensemble se termine par une frise peinte, et un registre intermédiaire, inséré entre le second et le troisième registre, comporte des motifs exclusivement ornementaux. Ce sont des rinceaux de goût baroque, des arrangements végétaux complexes, ou parfois seulement de simples palmes, ainsi que sur les deux panneaux près de l'autel, des bacs à fleurs, ce qui soulève la question d'authenticité. Des arrangements végétaux complexes et stylisés occupent également les grands panneaux du registre inférieur. Les motifs figuratifs appartiennent à trois époques et styles différents. De part et d'autre de l'autel, l'on trouve des tableaux encadrés représentant Jésus-Christ en prière et la Vierge Marie en prière. Ces tableaux sont apparemment rapportés. Au-dessus de la porte au nord-ouest, l'on trouve un paysage avec des arbres sur un pré, motif qui est traité de façon naturaliste contrairement aux panneaux ornementaux, et qui paraît déplacé dans ce contexte. Le premier et le second volet au nord représentent la Nativité du Christ, l'Adoration des Mages, et les Évangélistes Jean et Matthieu en train d'écrire leurs évangiles. Le premier et le second volet au sud présentent quant à eux quatre saints évêques, sans les attributs qui pourraient aider à leur identification.
L'église Saint-Martin possède également quelques statues, dont la charité de saint-Martin à droite du chevet et l'Ecce homo ou Christ aux liens devant le contrefort du clocher, à moins que ce ne soit un saint Sébastien ayant perdu ses fléchettes, pourraient remonter au XVIIe ou au XVIe siècle. Les statues de saint Éloi et sainte Barbe sont apparemment en plâtre, mais n'appartiennent pas à des modèles fréquemment représentés dans la région.

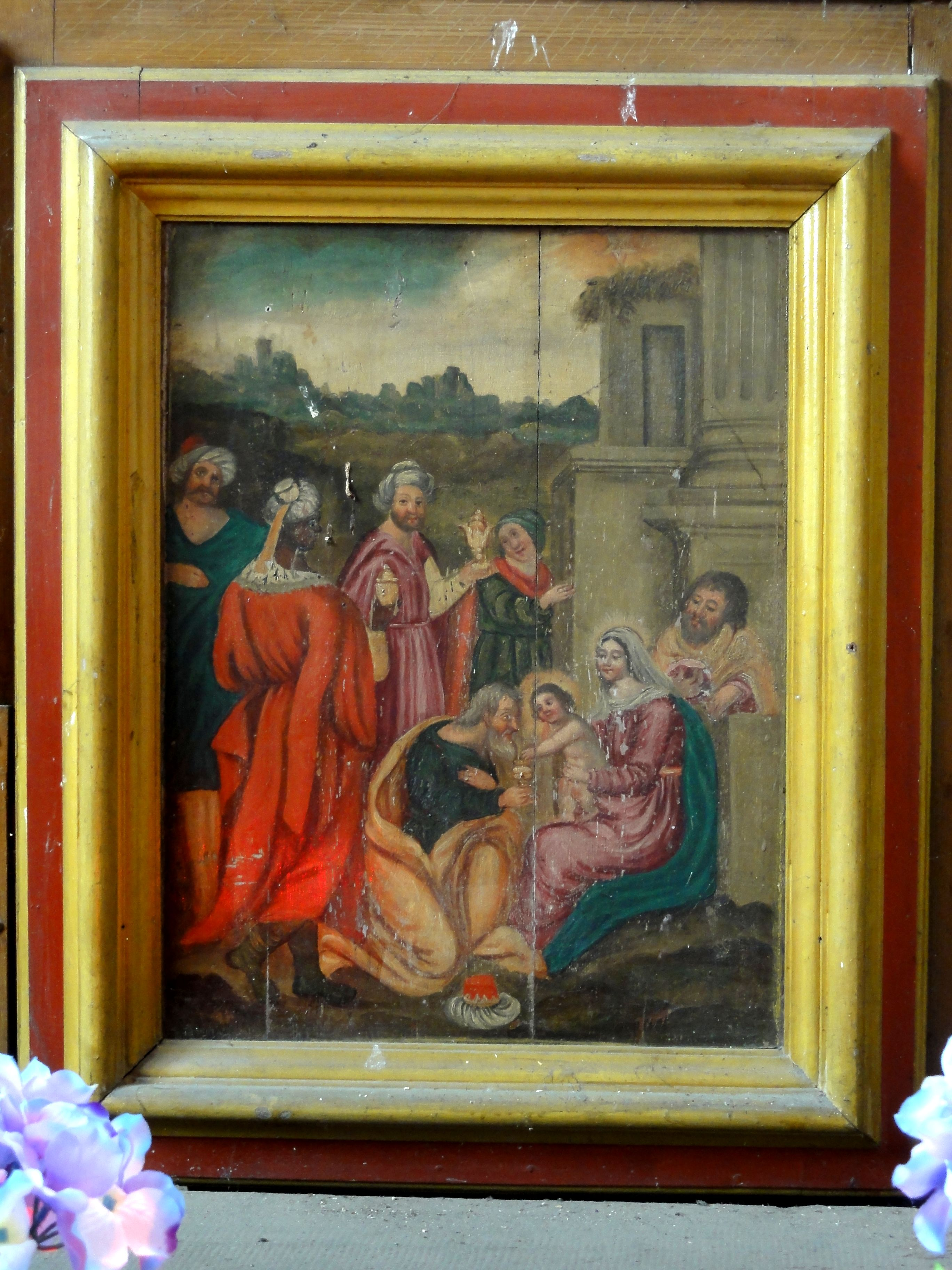
Nativité du Christ.
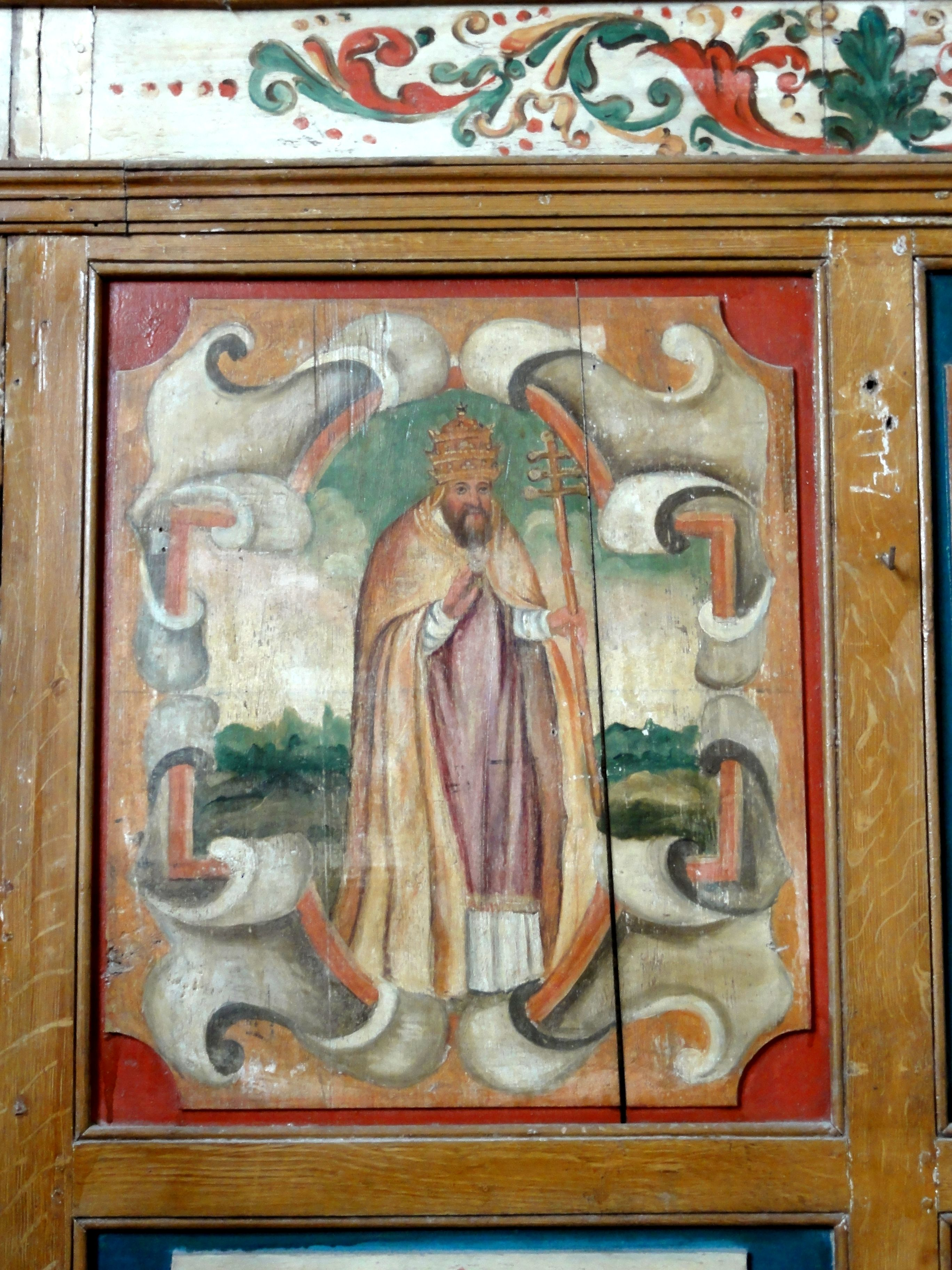
Saint évêque.
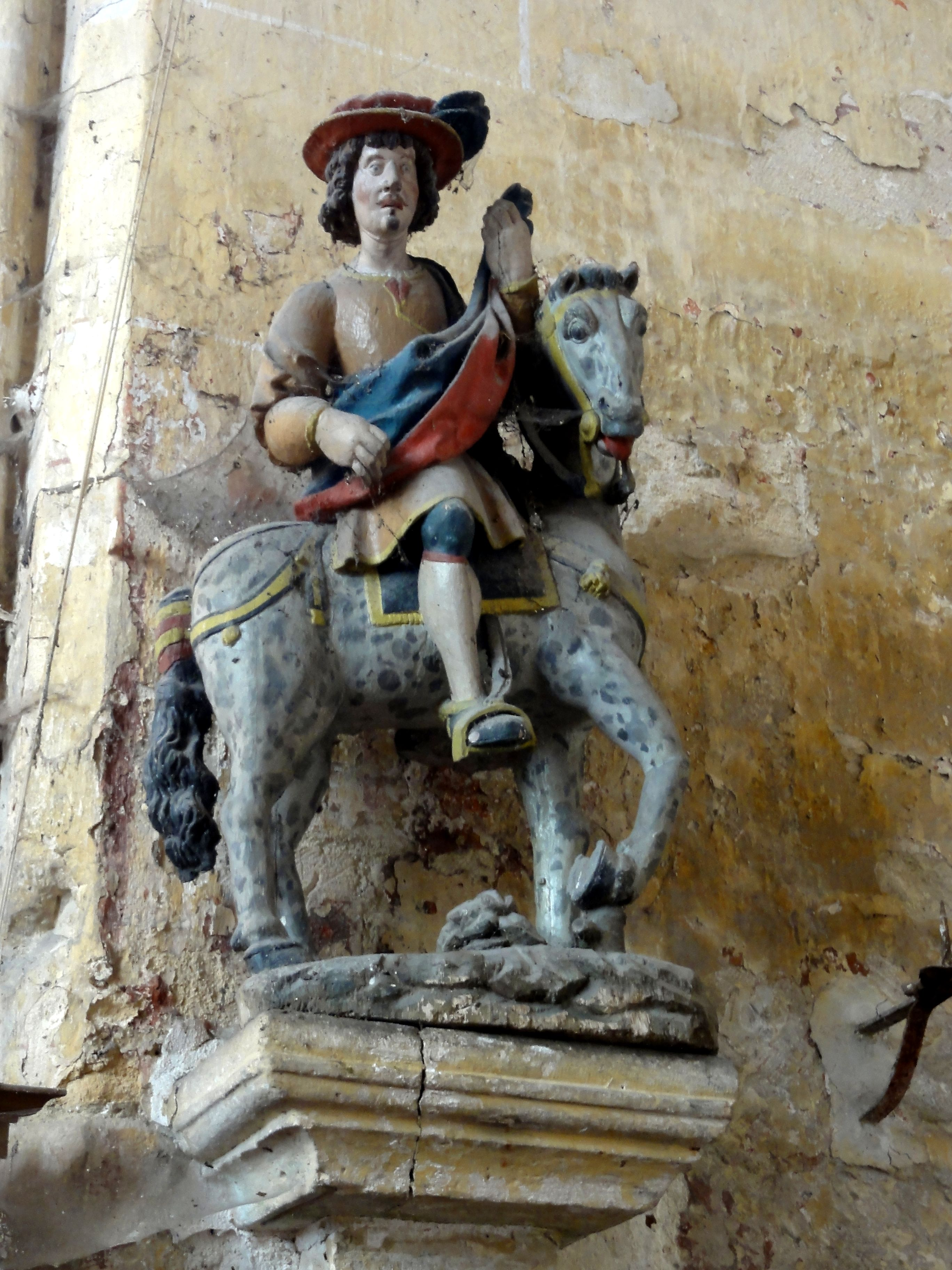
Charité de saint Martin.
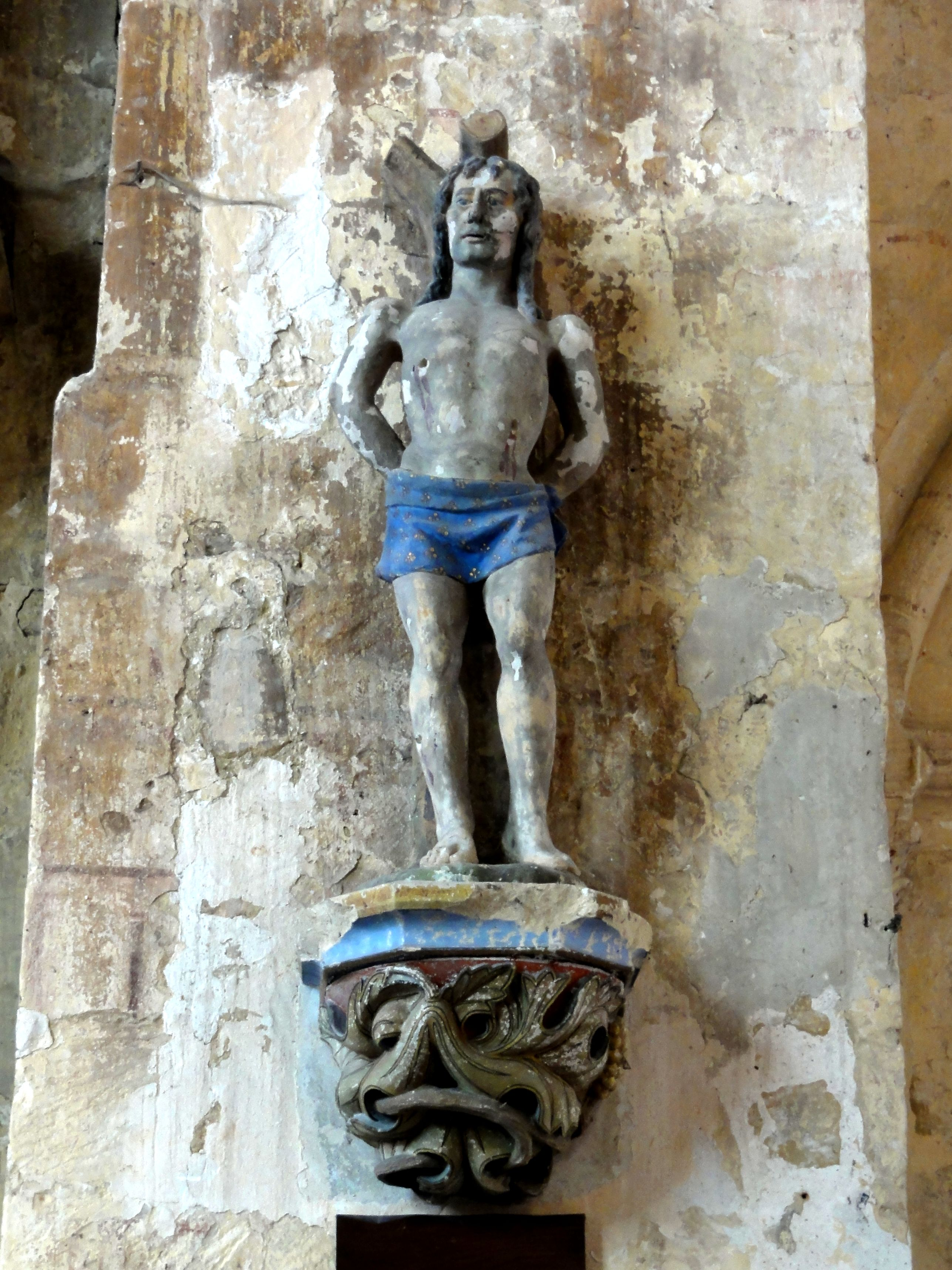
Ecce Homo.
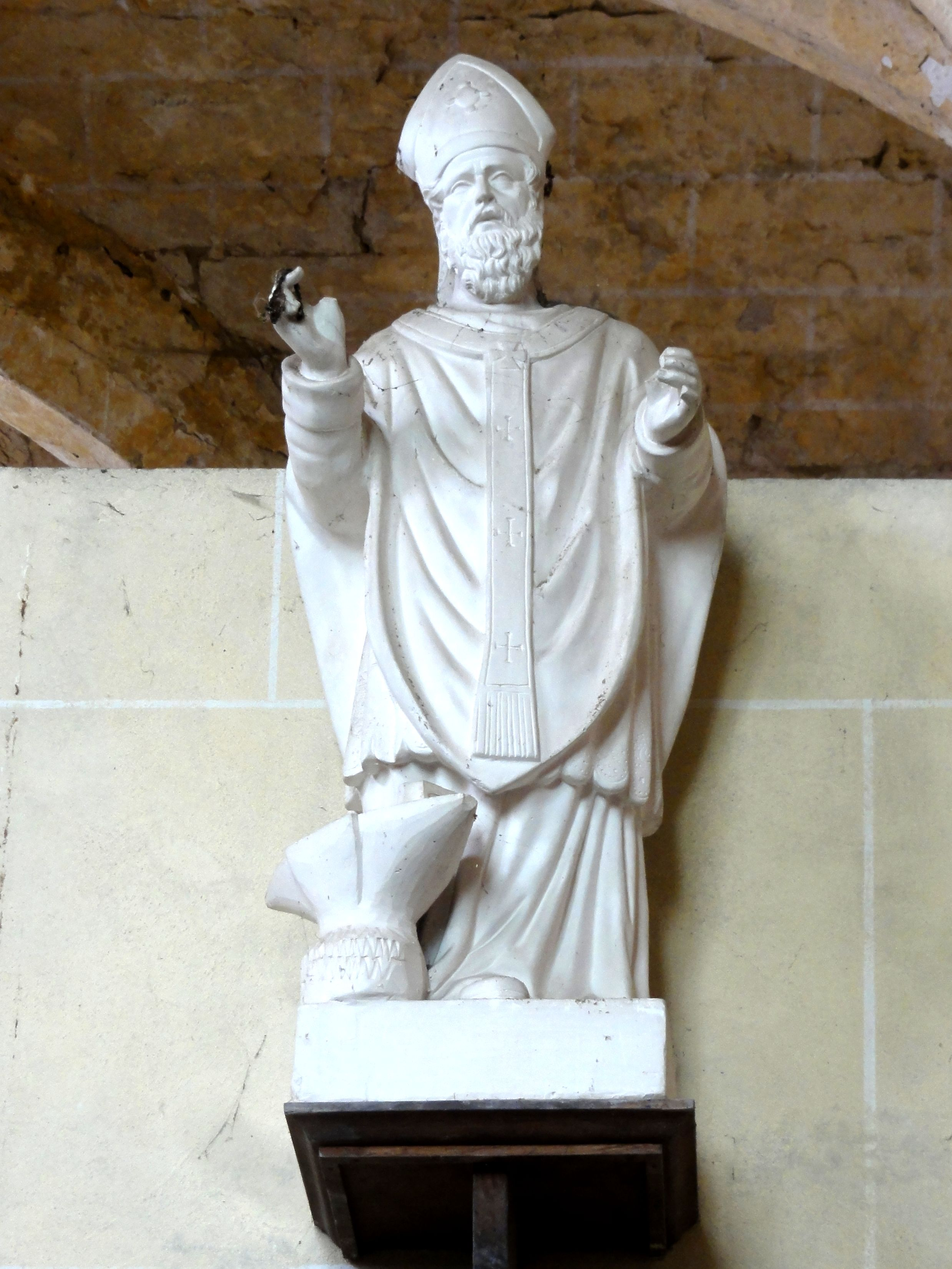
Saint Éloi.
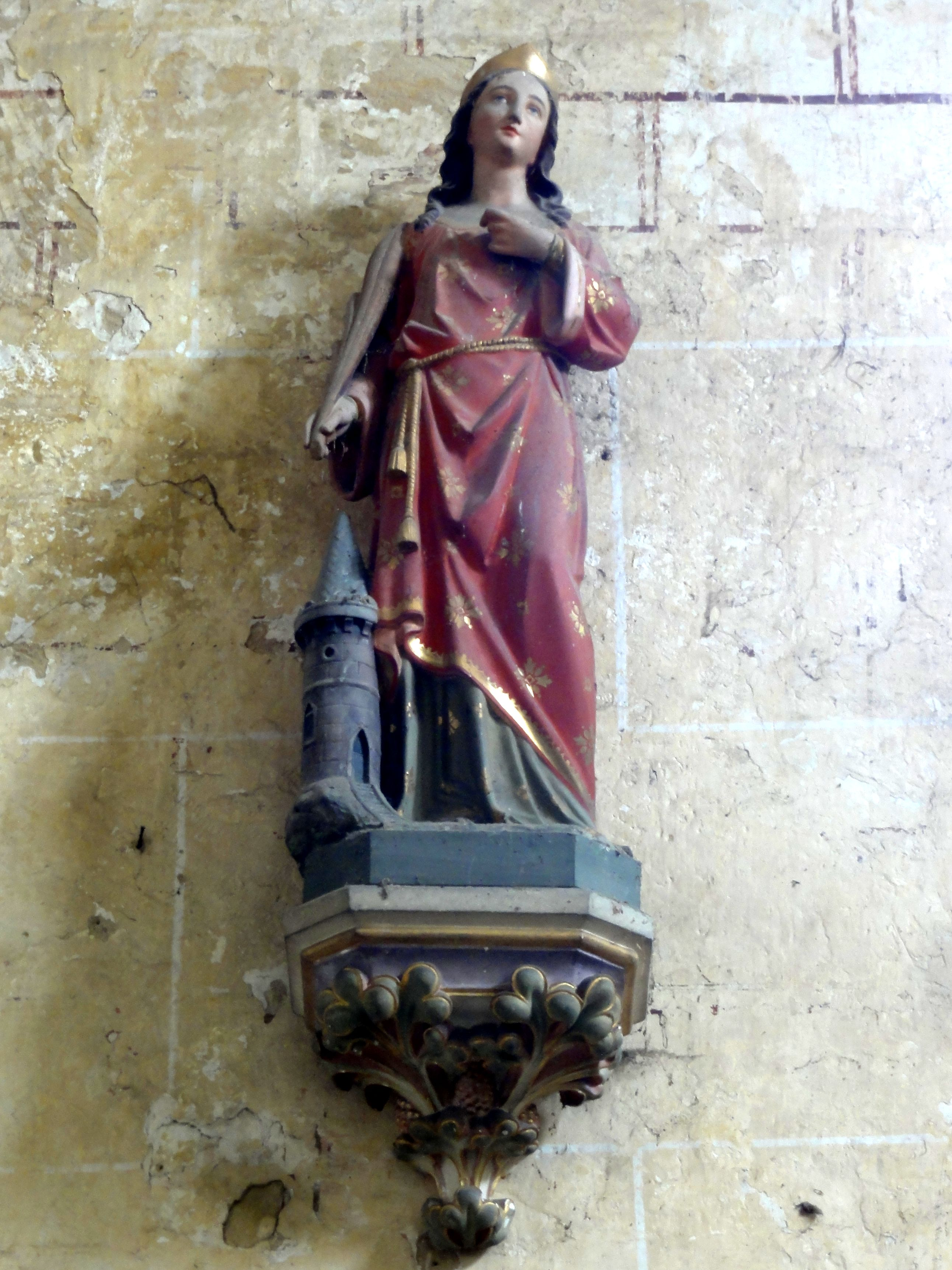
Sainte Barbe.